# Парк Планти (Краків)

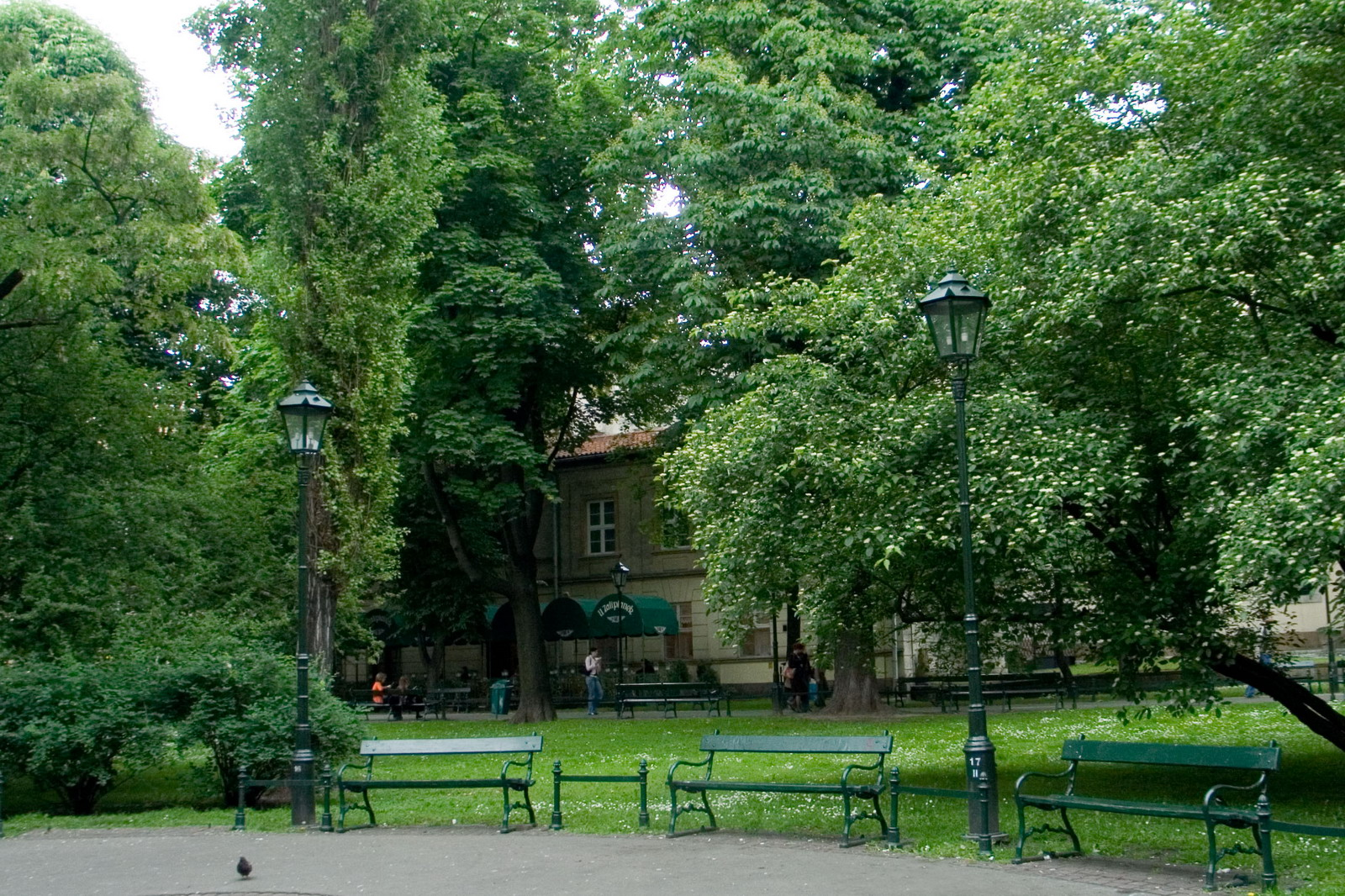
Алея з лавками під деревами

Парк Планти (пол. Planty) є одним з найбільших міських парків у Кракові, Польща. Він оточує Старе Місто (пол. Stare Miasto), де стояли середньовічні оборонні міські стіни до початку 19-го століття.
Парк внесений до реєстру пам'яток Малопольського воєводства (№A-576 від 13.05.1976).
Парк має площу 21 тис.кв.м і довжиною 4 кілометри. Він складається з ланцюжка невеликих садів, виконаних в різних стилях і прикрашений численними пам'ятниками і фонтанами. Парк утворює мальовничу алею популярну у мешканців Кракова. Влітку, прикрашений водоймами і місцями відпочинку, створює прохолодний і тінистий захов від сусідніх метушливих вулиць. 
Більшість історичних пам'яток старого Кракова знаходяться всередині поясу парку Планти по Королівській дорозі (пол. Droga Królewska), що перетинає парк від середньовічного передмістя Клепаж, через Флоріанську браму на північному фланзі старих оборонних міських стін. Історичний Вавельський замок (пол. Wawel) на Вавельскому пагорбі та меандр набережної Вісли, утворюють південний кордон Плант.

Парк Планти (зелений), Stare Miasto

## Історія
Зелений пояс був створений на місці середньовічних стін між 1822—1830 в рамках міських проектів розвитку концепції міських садів.
Назва Планти (пол. Planty) походить від слова пол. splantowania, тобто зрівняння руїн, тому мешканці Кракова довго вживали назву Плантації (пол. Plantacye).
До початку 19-го століття розширюючись місто почало переростати межі старих оборонних стін. Оборонні стіни приходили в непридатність через відсутність технічного обслуговування після поділів Польщі. В результаті, імператор Австро-Угорщини Франц I  наказав демонтувати старі укріплення. Тим не менш, в 1817 році професору  Ягеллонського університету Феліксу Радванські  вдалося переконати сесію Сенату Республіки Кракова видати закони часткового збереження старих укріплень, а саме, Флоріанських воріт і прилеглого Барбакану, одного з усього лише трьох таких укріплених форпостів, що збереглися в Європі.
Планти стали місцем прогулянок, товариських зустрічей, а навіть національних урочистостей. У 1871 р. утворено Комісію Плантаційну, яка зайнялася упорядкованістю парку і стала ним опікуватись. За її ініціативою розпочато прикрашання парку пам'ятниками. У 1919 році перед Collegium Novum Ягелонського Університету посаджено Дуб Свободи. На розі вул. Любич натомість перед II світовою війною стояв меморіальний в'яз посаджений ніби самим Тадеушем Костюшком.
Під час II світової війни парк зазнав спустошення — німці прорізали кущі і пограбували «на воєнні металеві цілі» загорожу, яка відділяла алеї для прогулянок від зелені. У повоєнному періоді було обмежено доступ тільки до запобігання подальшої деградації парку. Рішення про відновлення, згідно проекту професора Януша Богдановського, прийнято у 1989 р. Впродовж кільканадцяти років реновації парку відновлено малу архітектуру — стильні лампи, загорожі, лавки; за допомогою кам'яних мурів викладено давній перебіг оборонних стін, а також розміщення башт і міських воріт.
Парк Планти поділено на 8 садів:
- Вавель — в околицях Вавеля — від вулиці Францисканської до вулиці Повіслє
- Університет — в околицях Ягелонського Університету — від вулиці Францисканської до вулиці Св.Анни
- Палац Мистецтва — в околицях Палацу Мистецтва — від вулиці Св.Анни до вулиці Св.Томаша
- Флоріанка — навпроти давньої будівлі Товариства взаємного страхування «Флоріанка» — від вулиці Св.Томаша до вулиці Славковської
- Барбакан — в околицях Барбакану — від вулиці Славковської до вулиці Шпитальної
- Дворжець — в околицях Головного Вокзалу — від вулиці Шпитальної до вулиці Миколайської
- Грудек — від вулиці Міколайської до вулиці Домініканської
- Страдом — в околицях Страдома — від вулиці Домініканської до вулиці Гродзької і вулиці Страдомскої

## Оточення

Пам’ятні об’єкти поблизу Плант
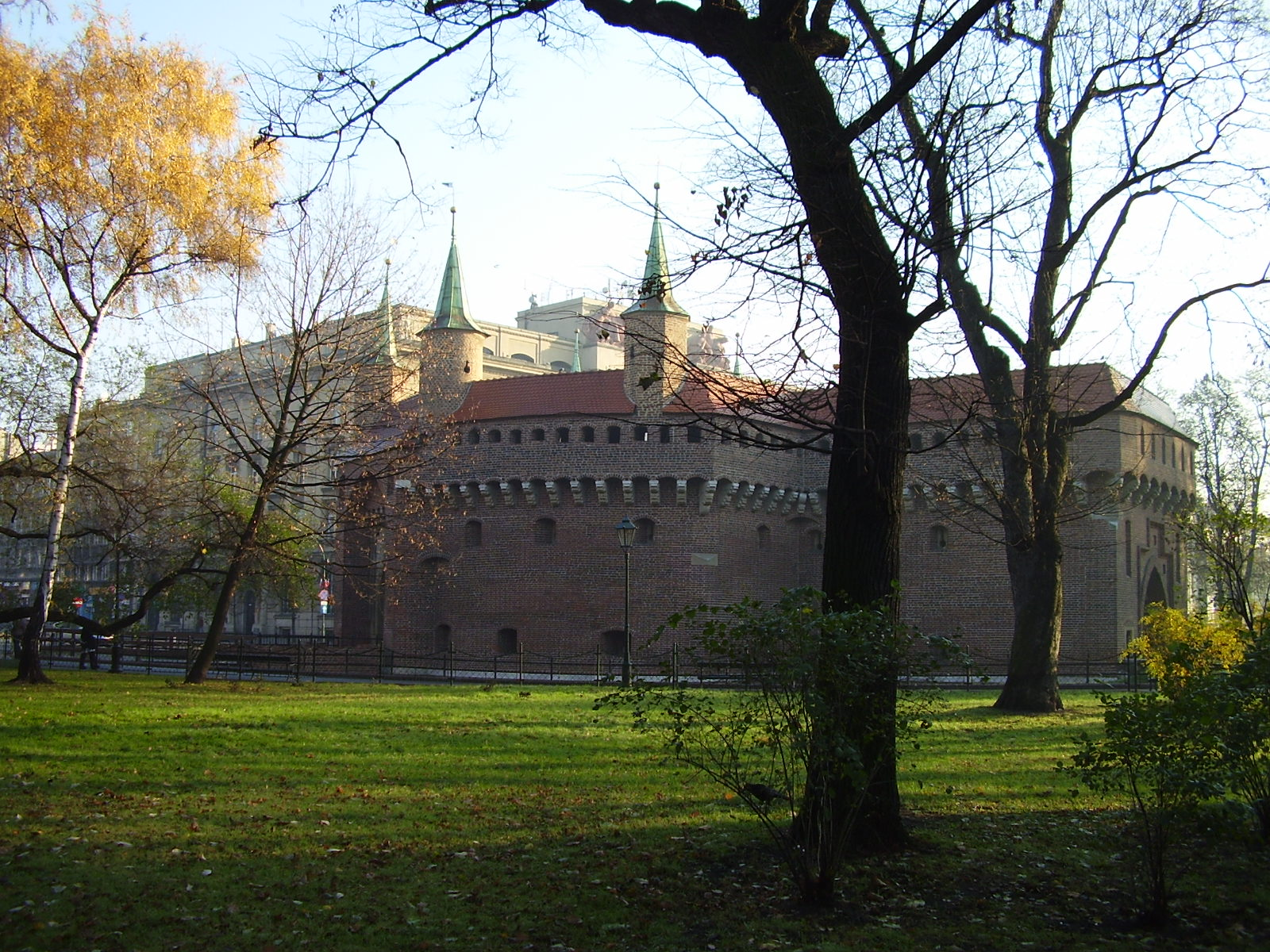
Барбакан
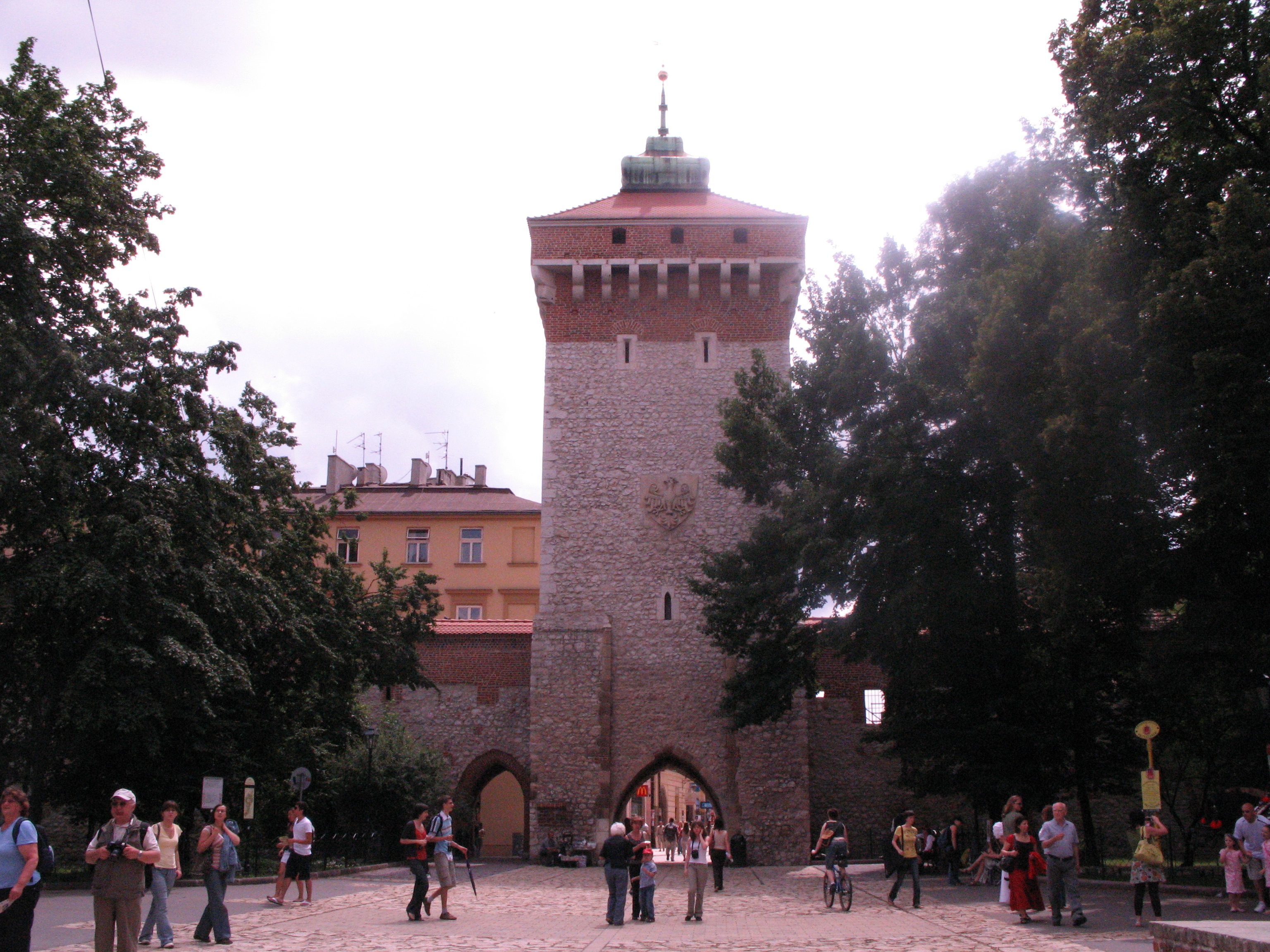
Флоріанська брама
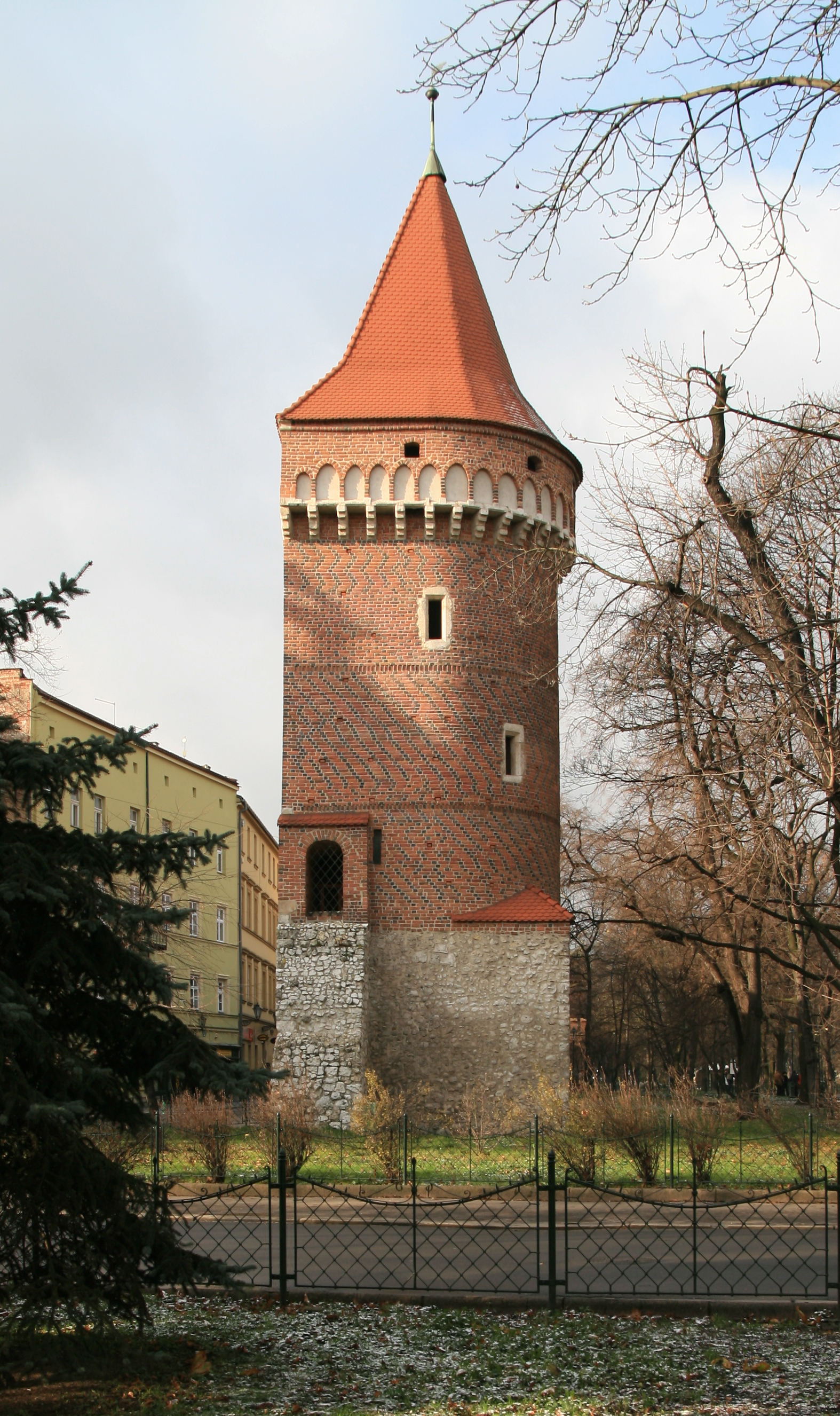
Башта галантерейника
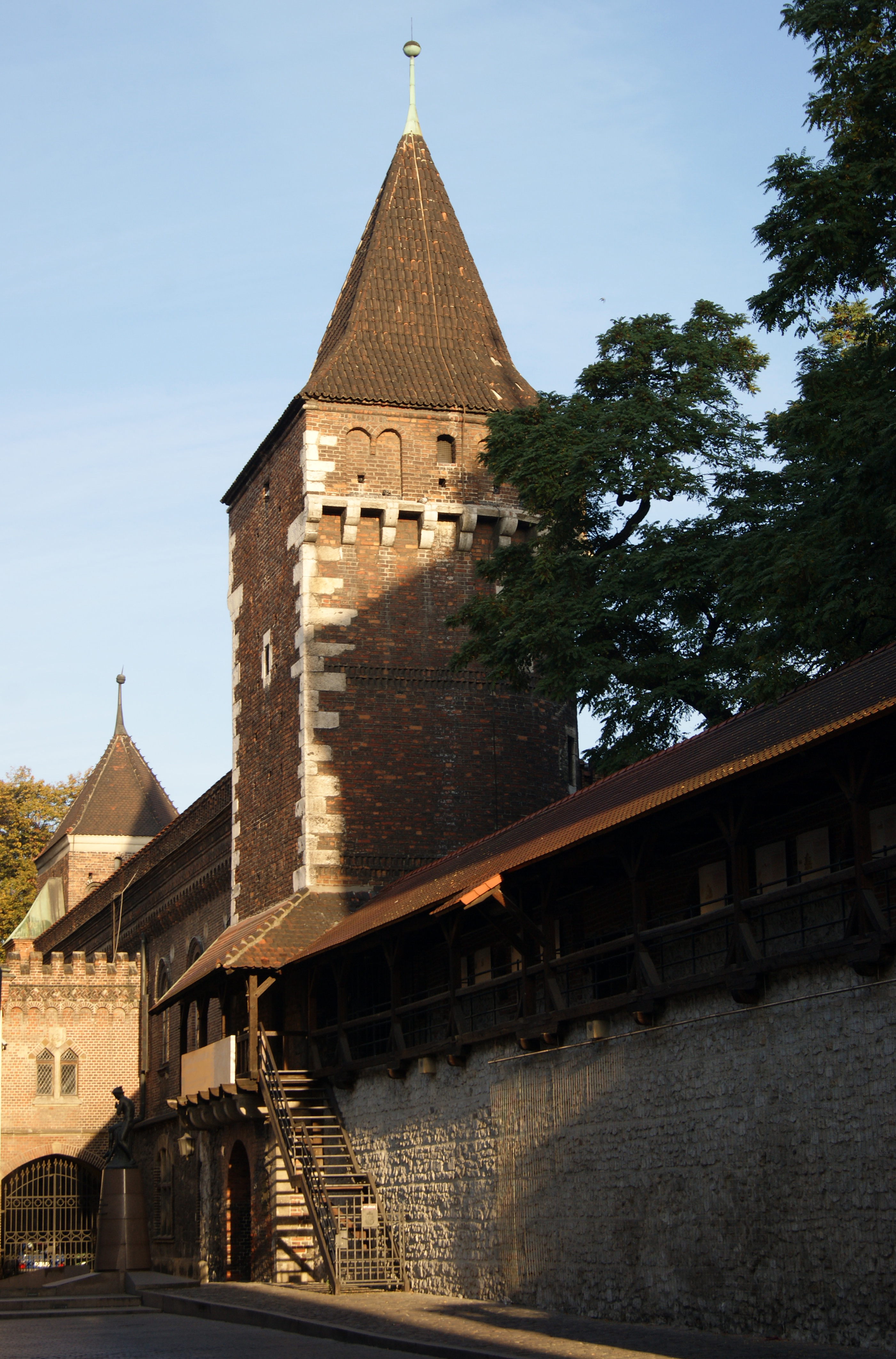
Башта столяра
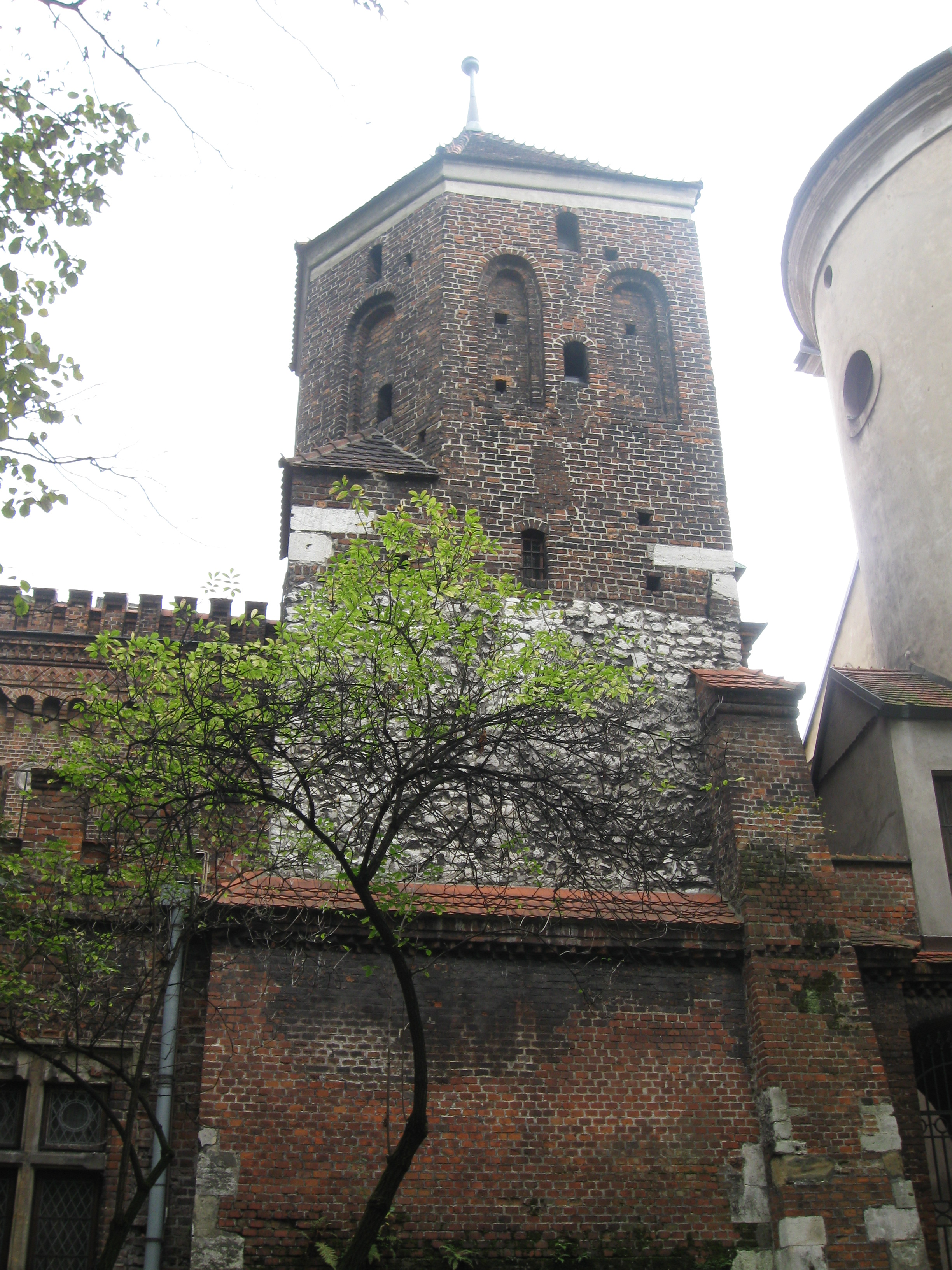
Башта теслі
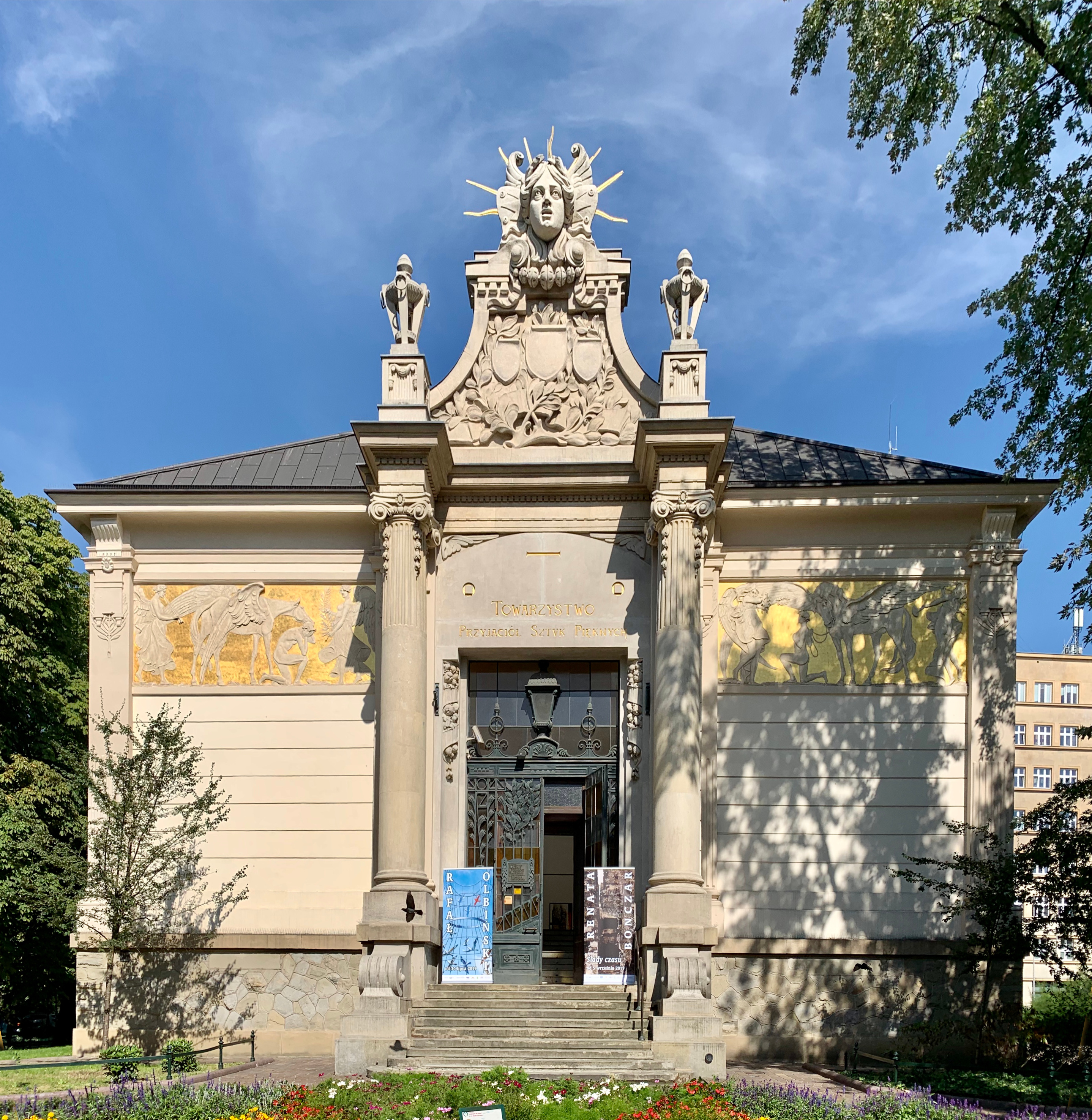
Палац мистецтва
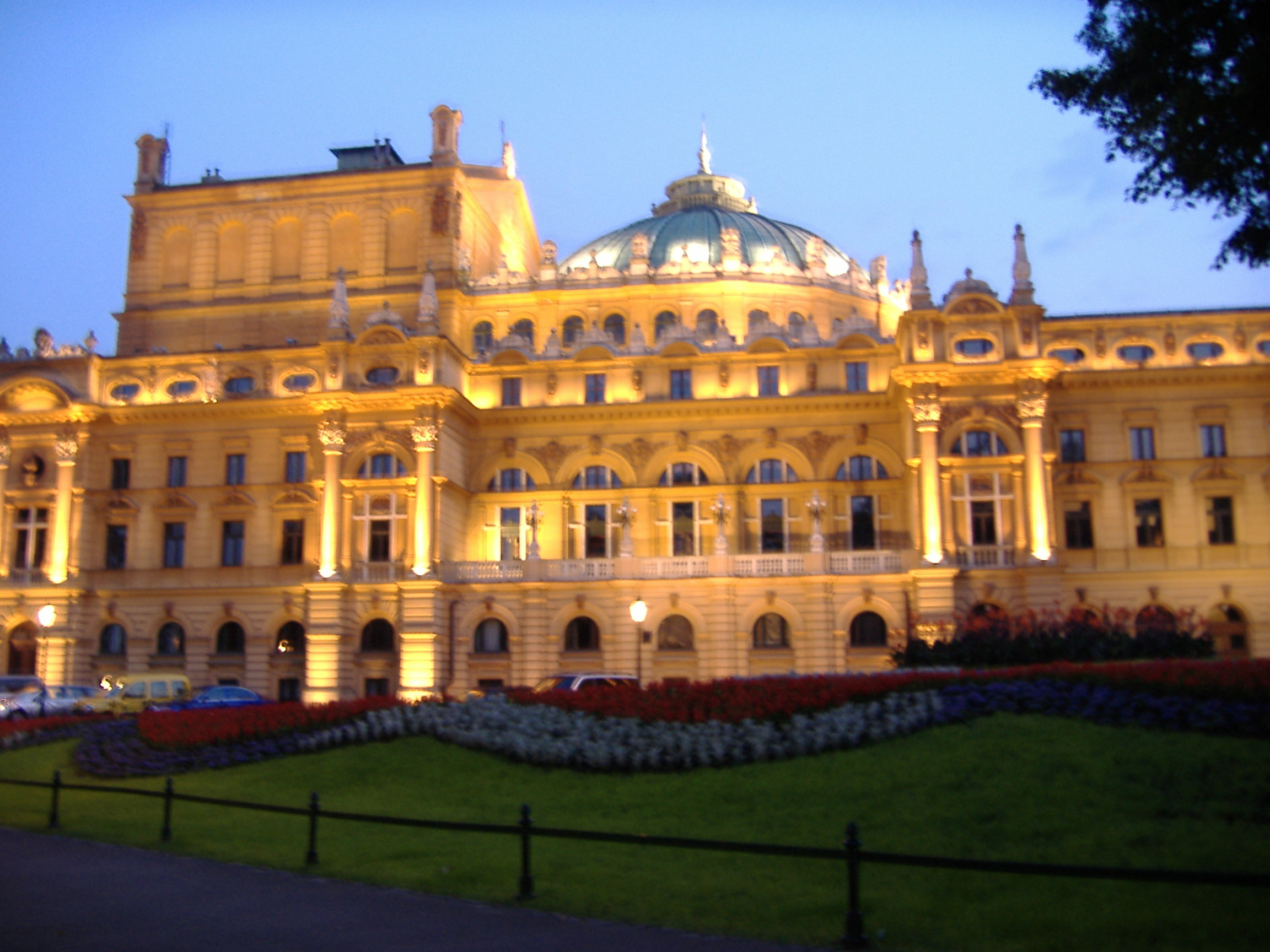
Театр імені Юліуша Словацького
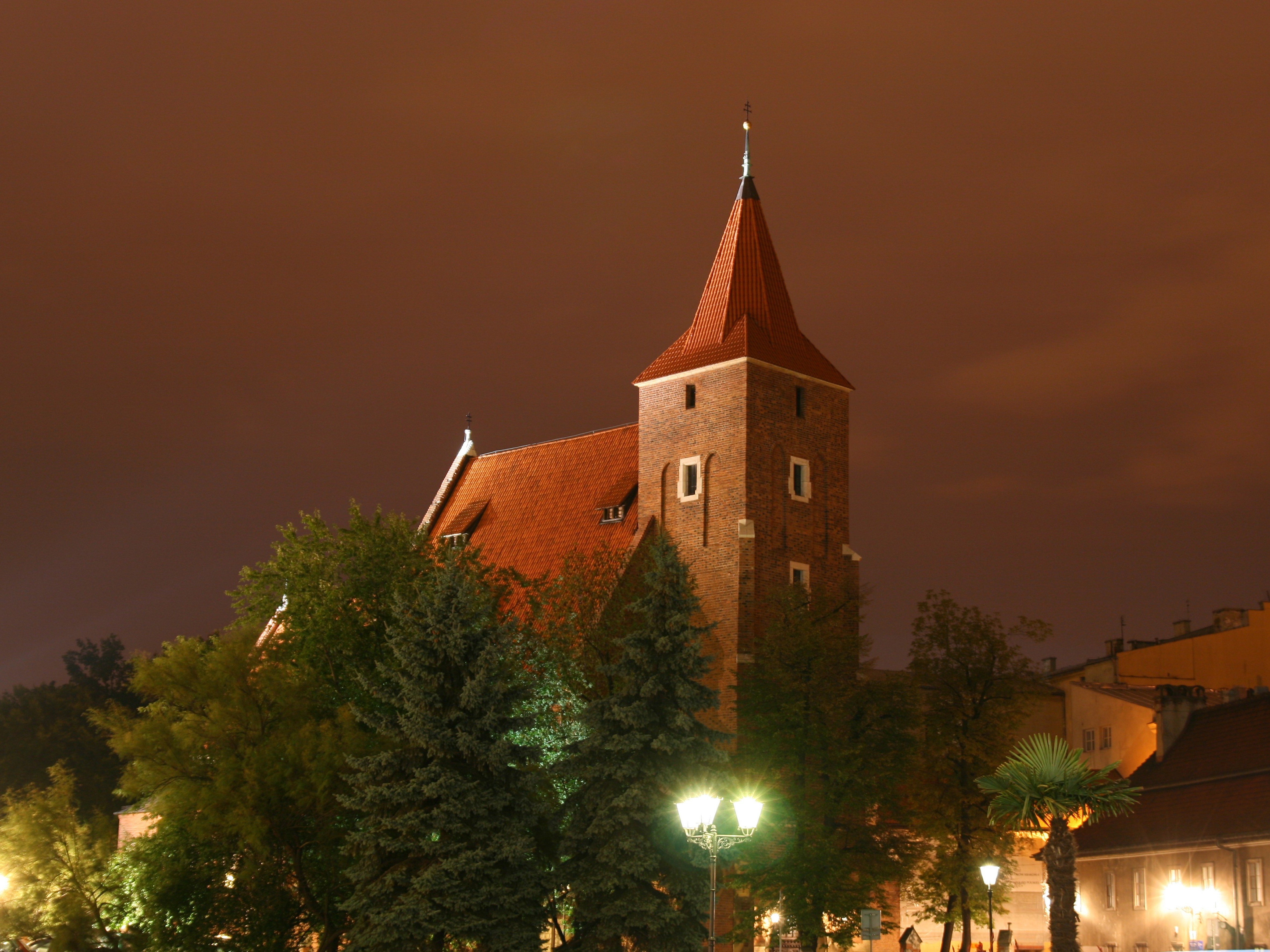
Костел Святого Хреста в Кракові
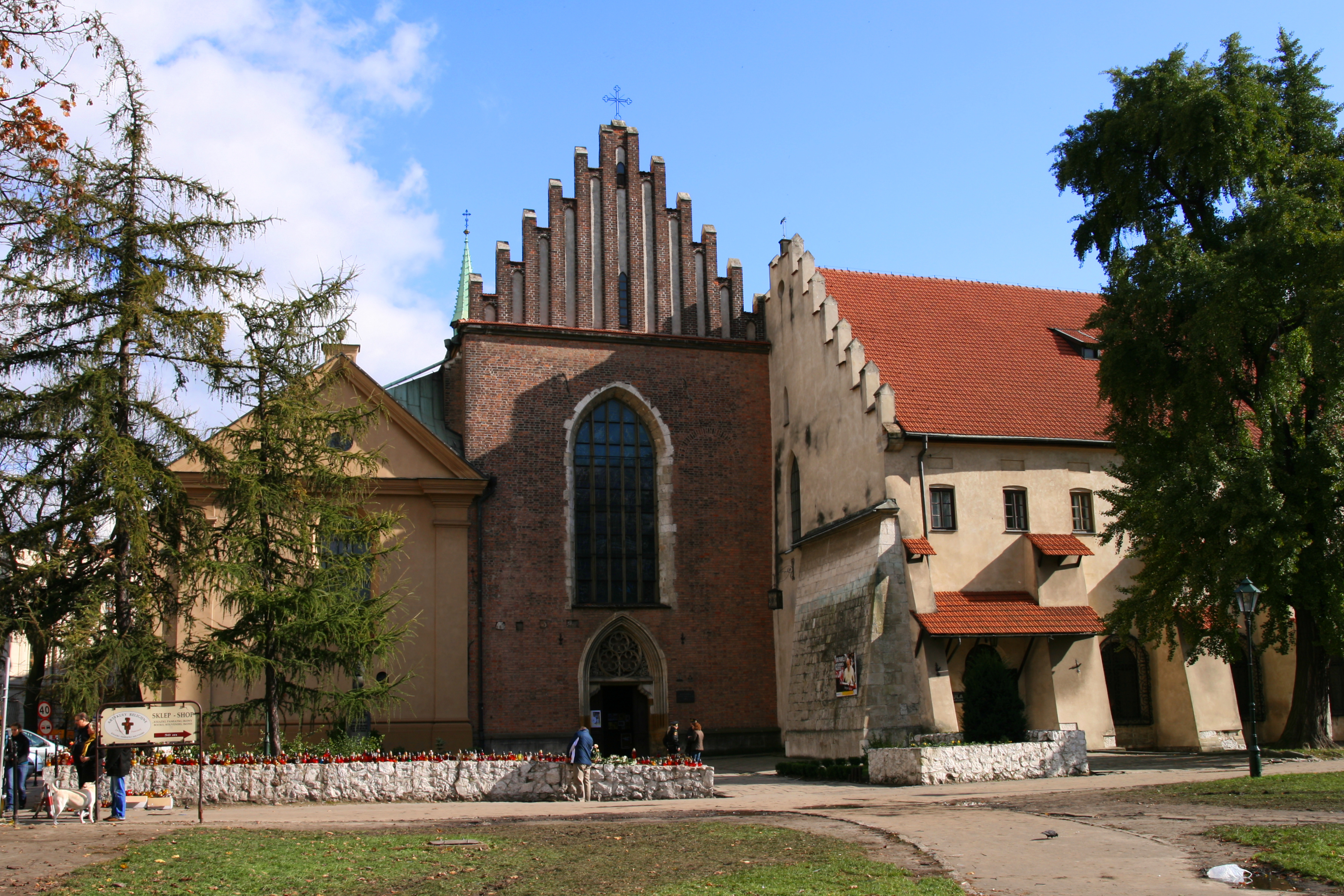
Базиліка Святого Франциска Ассізького (Краків)
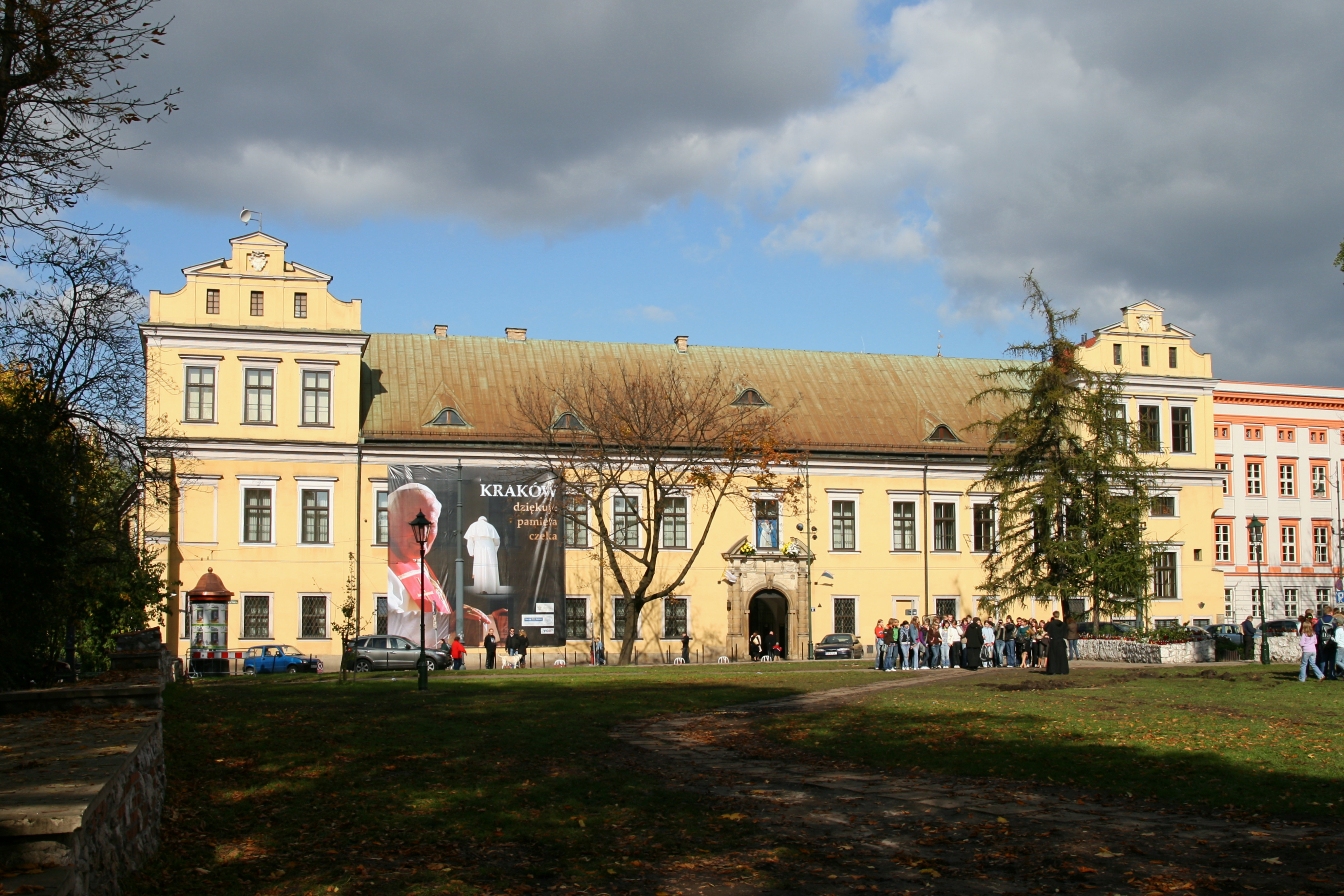
Палац єпископа
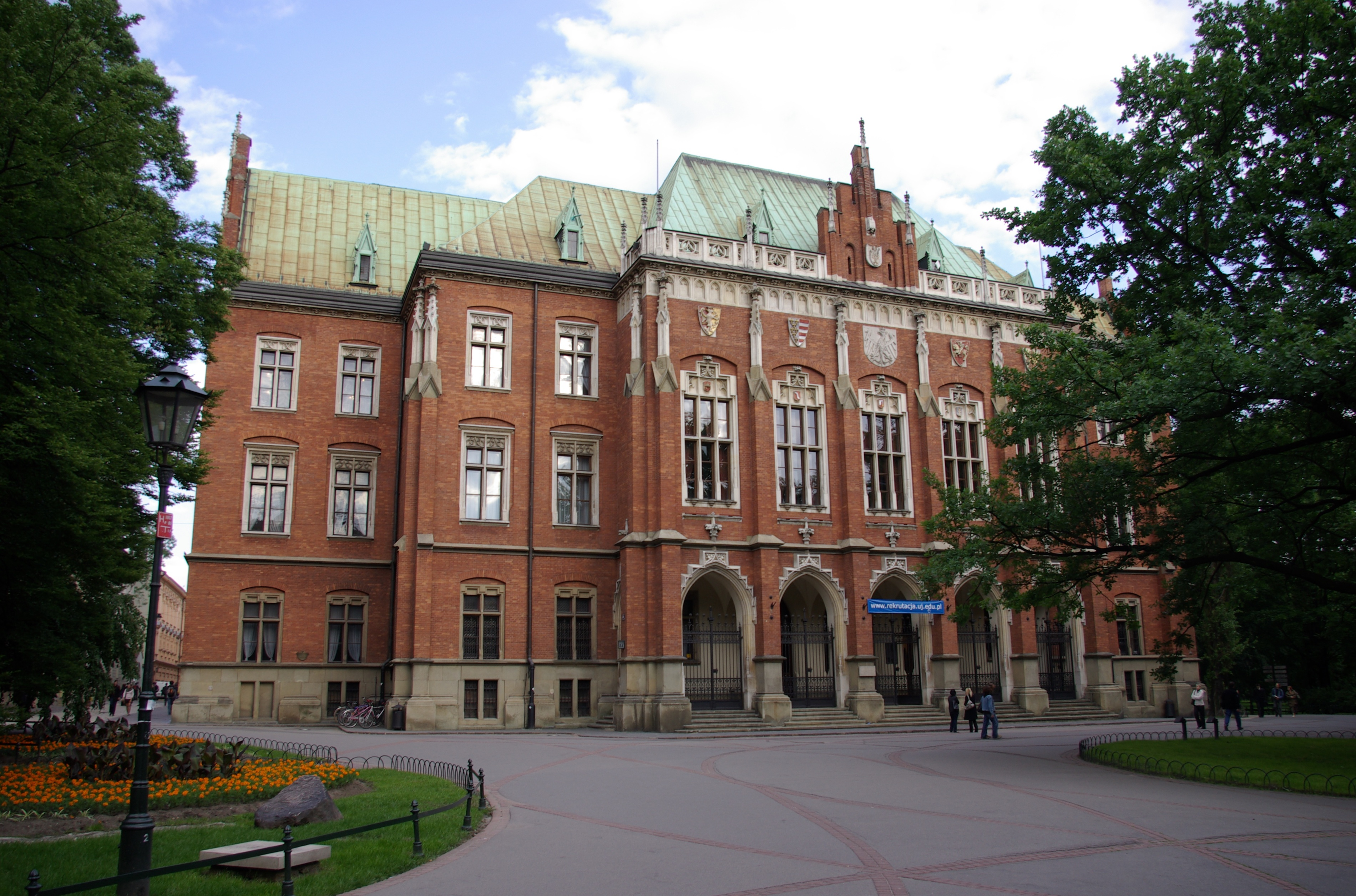
Колегіум Novum Яґеллонського Університету
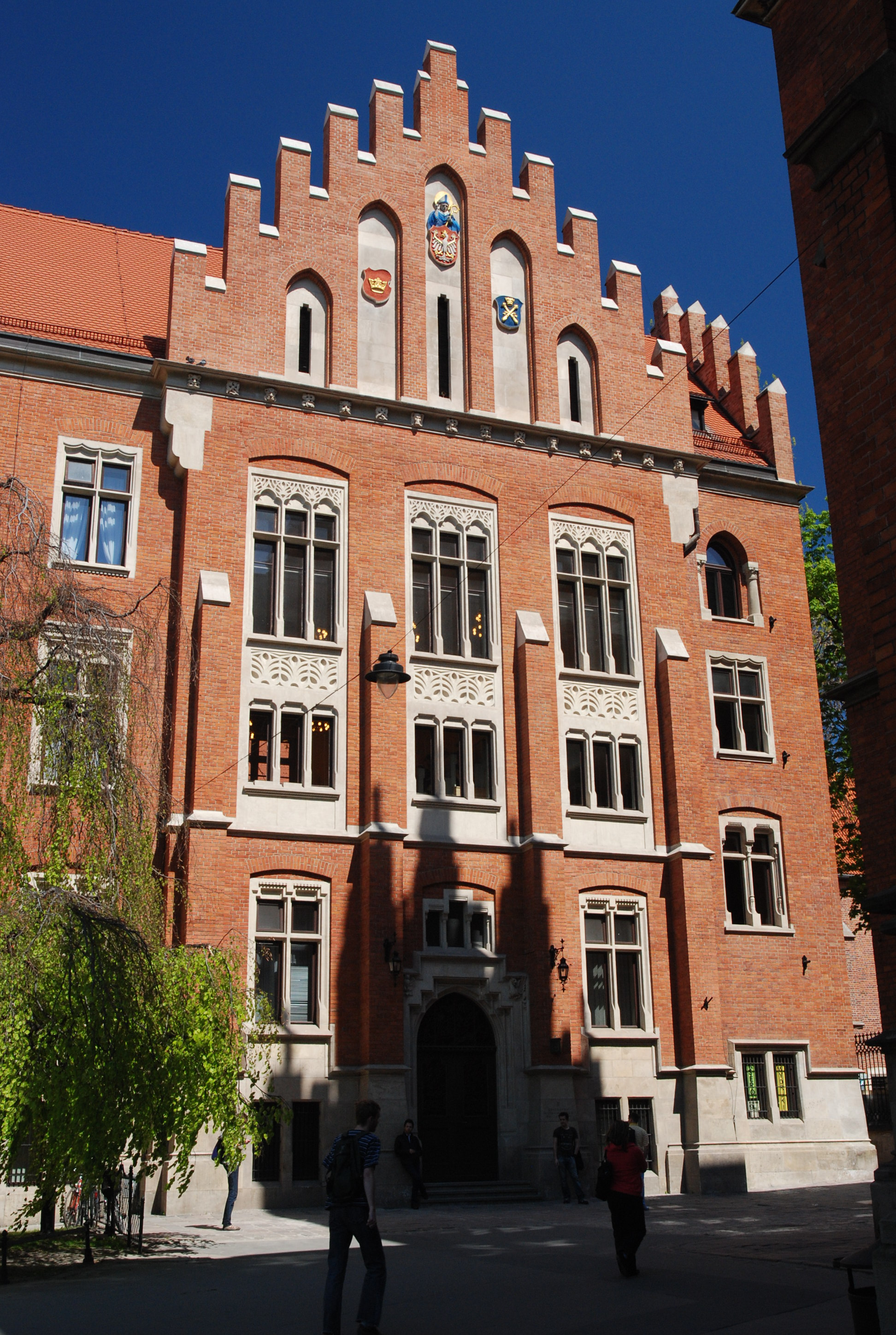
Колегіум Witkowskiego Яґеллонського Університету
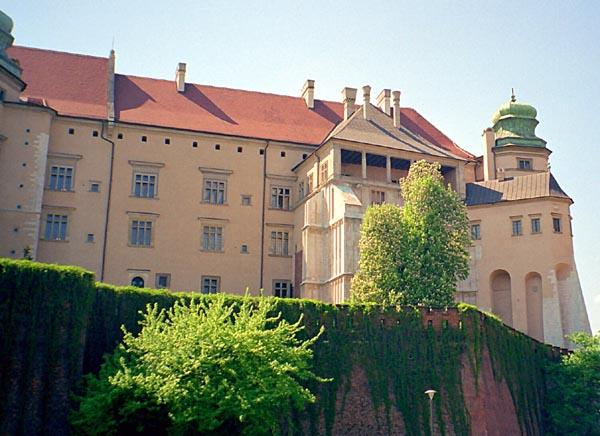
Вавель

Пам'ятники та фонтани на Плантах
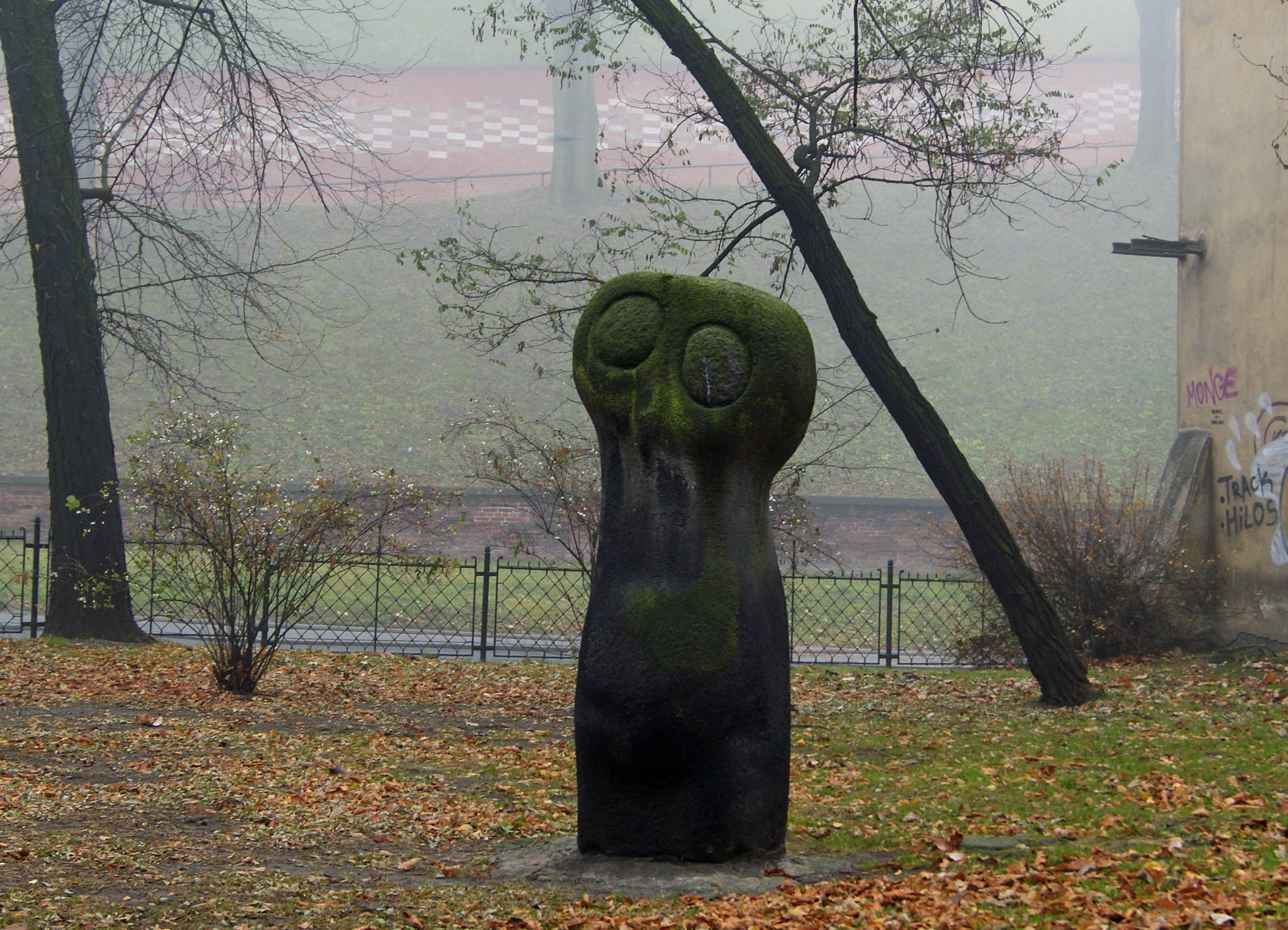
Сови, Броніслав Хромий
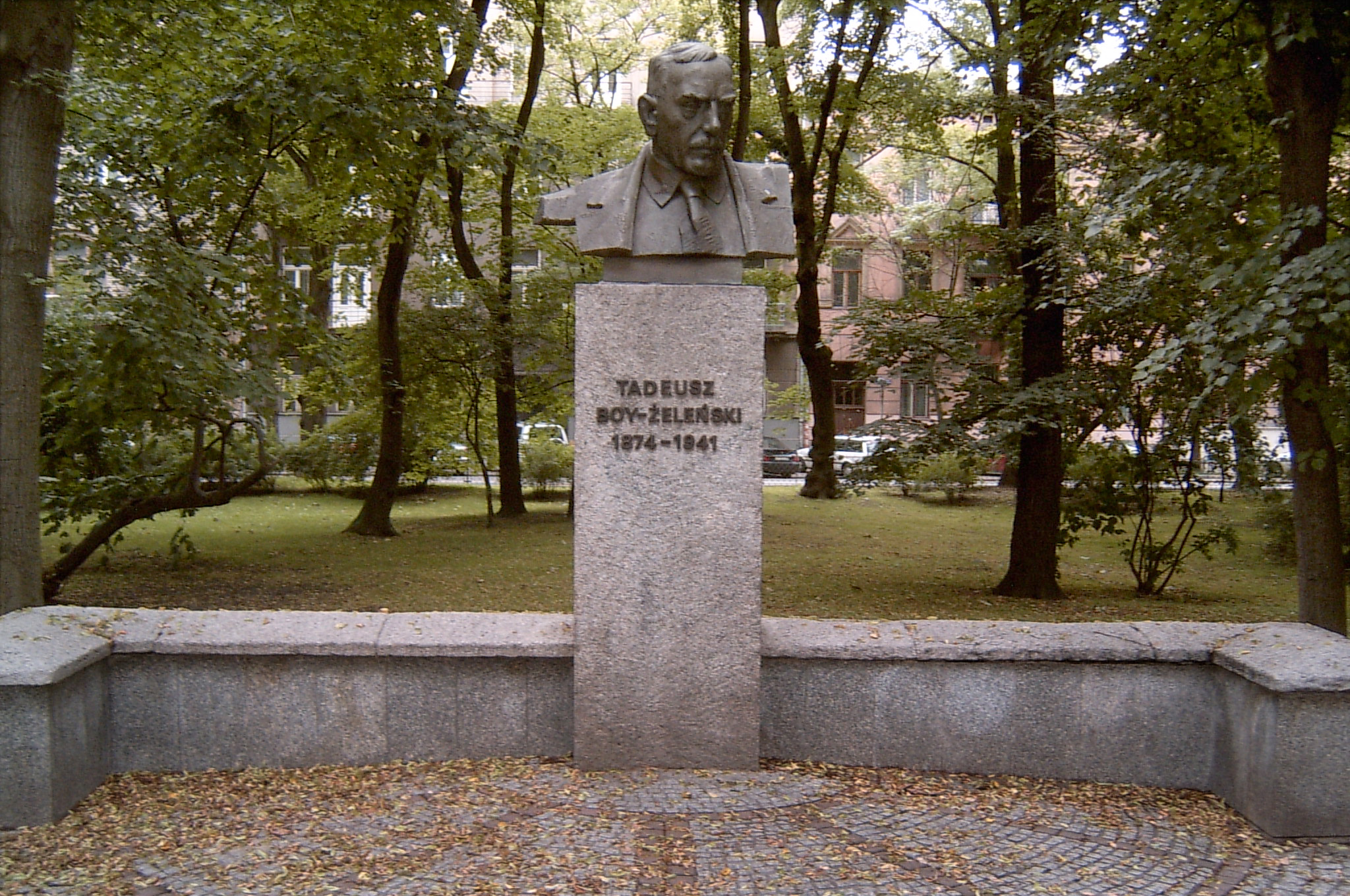
Пам’ятник Тадеуша Бой-Желенського
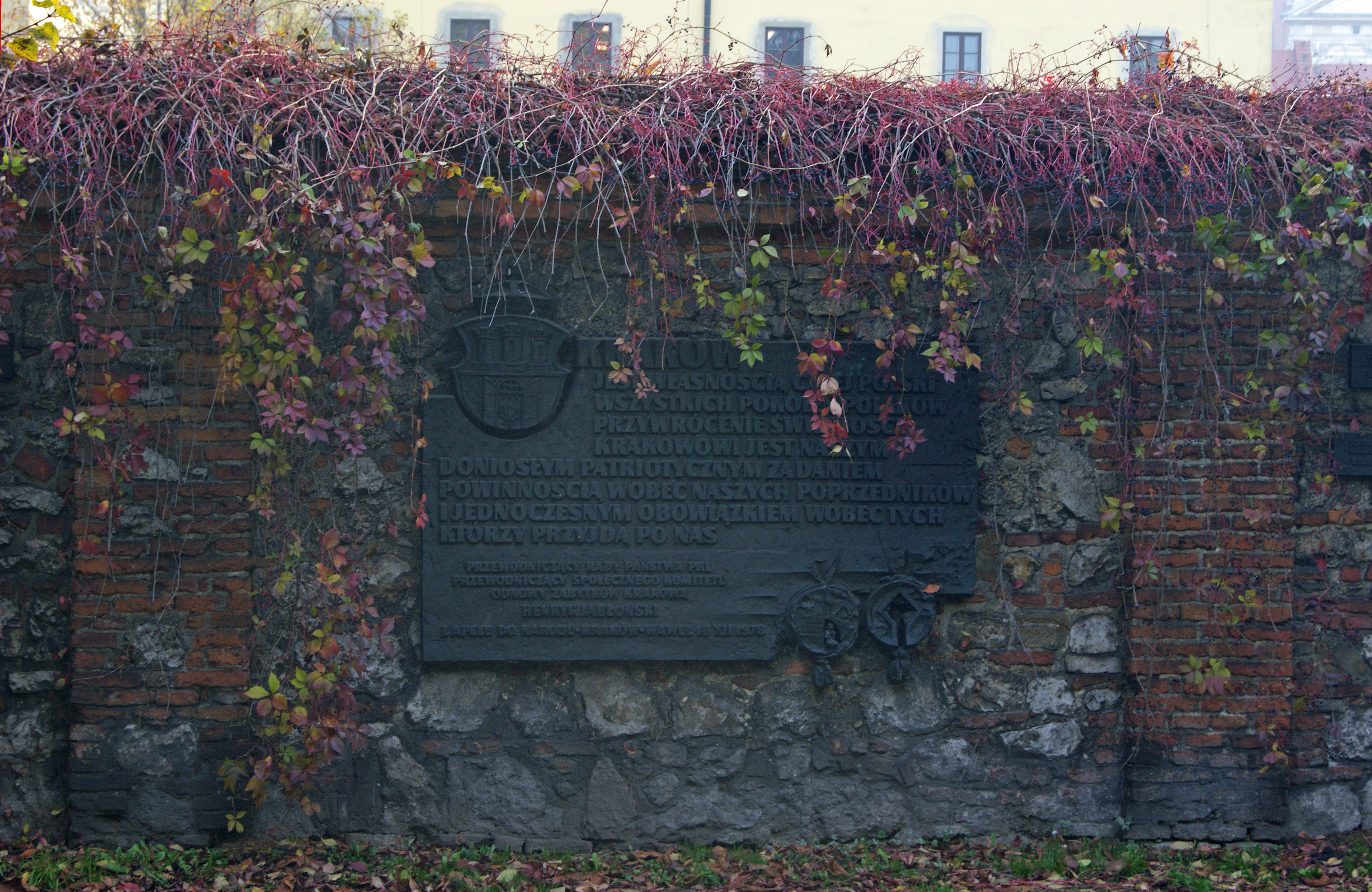
Пам’ятна дошка
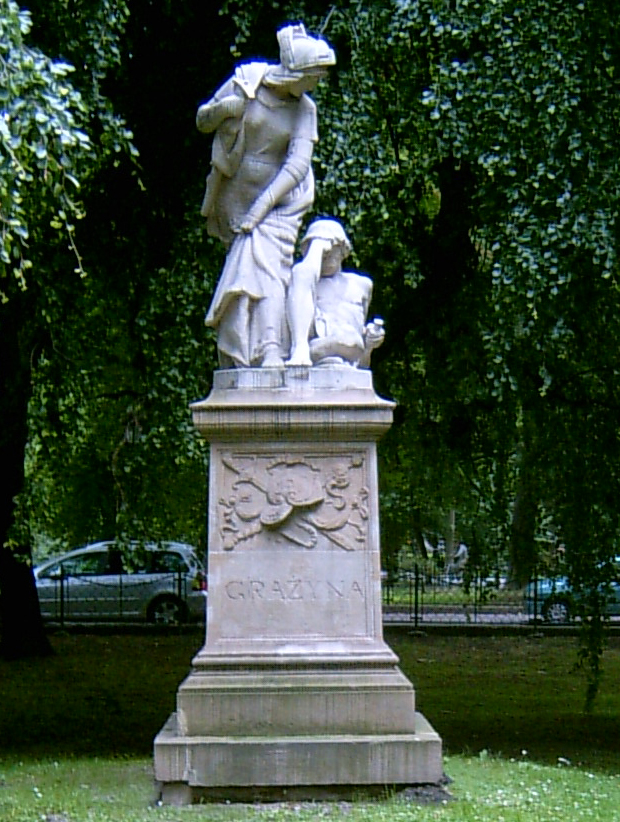
Скульптура на честь поеми Адама Міцкевича «Гражина»
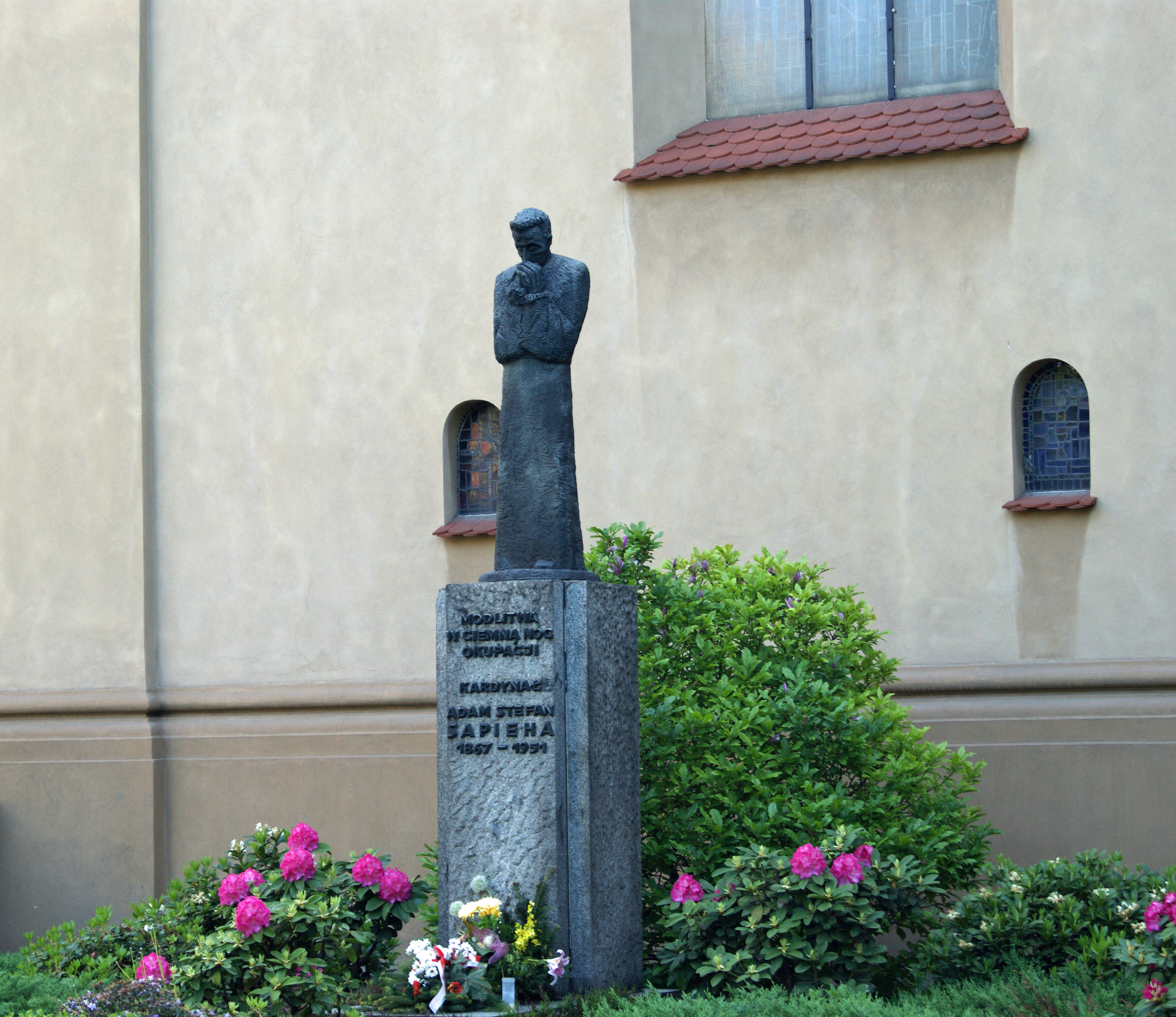
Пам’ятник кардиналу Адам Сапіга
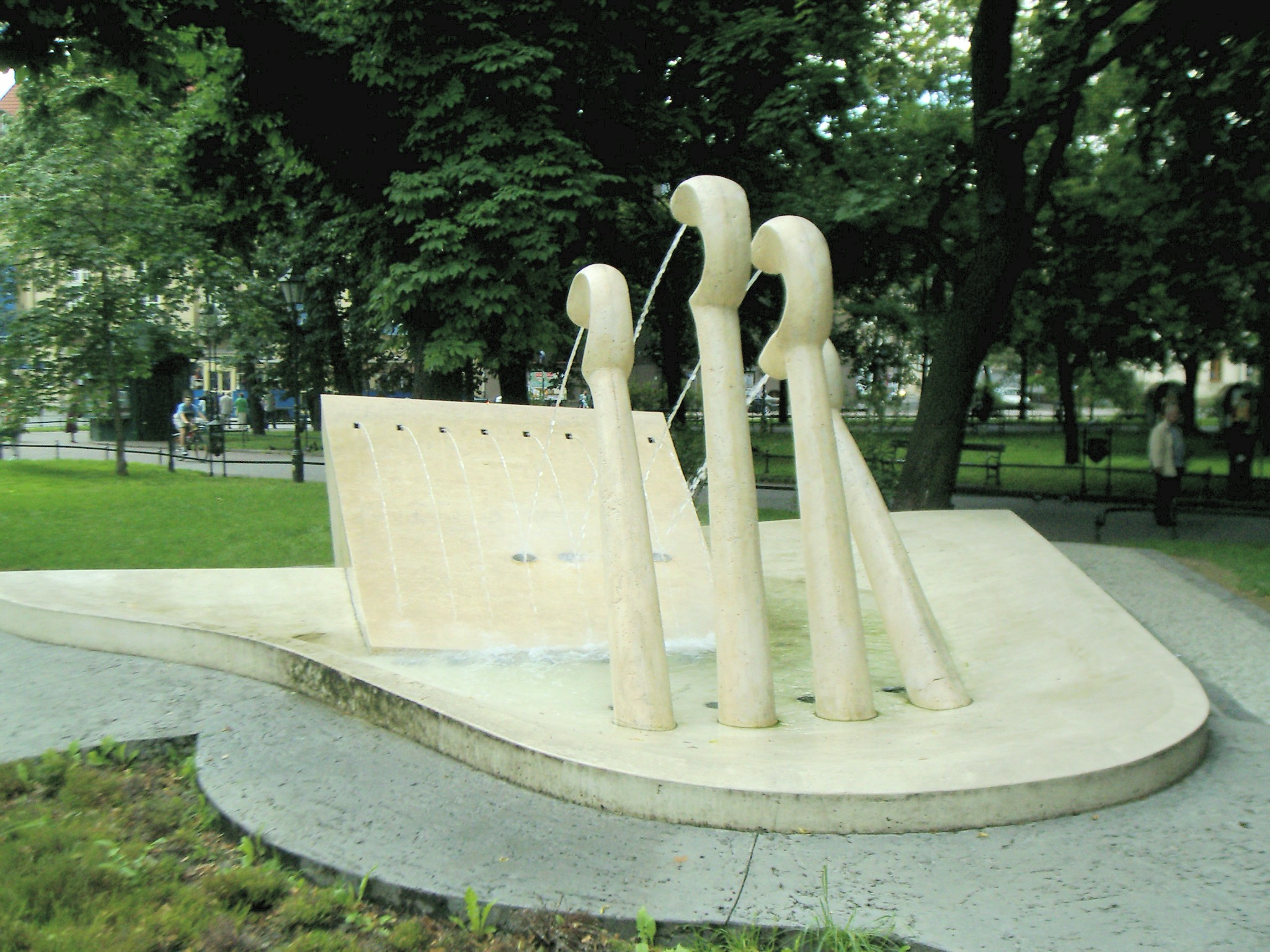
Фонтан поблизу Краківської філармонії
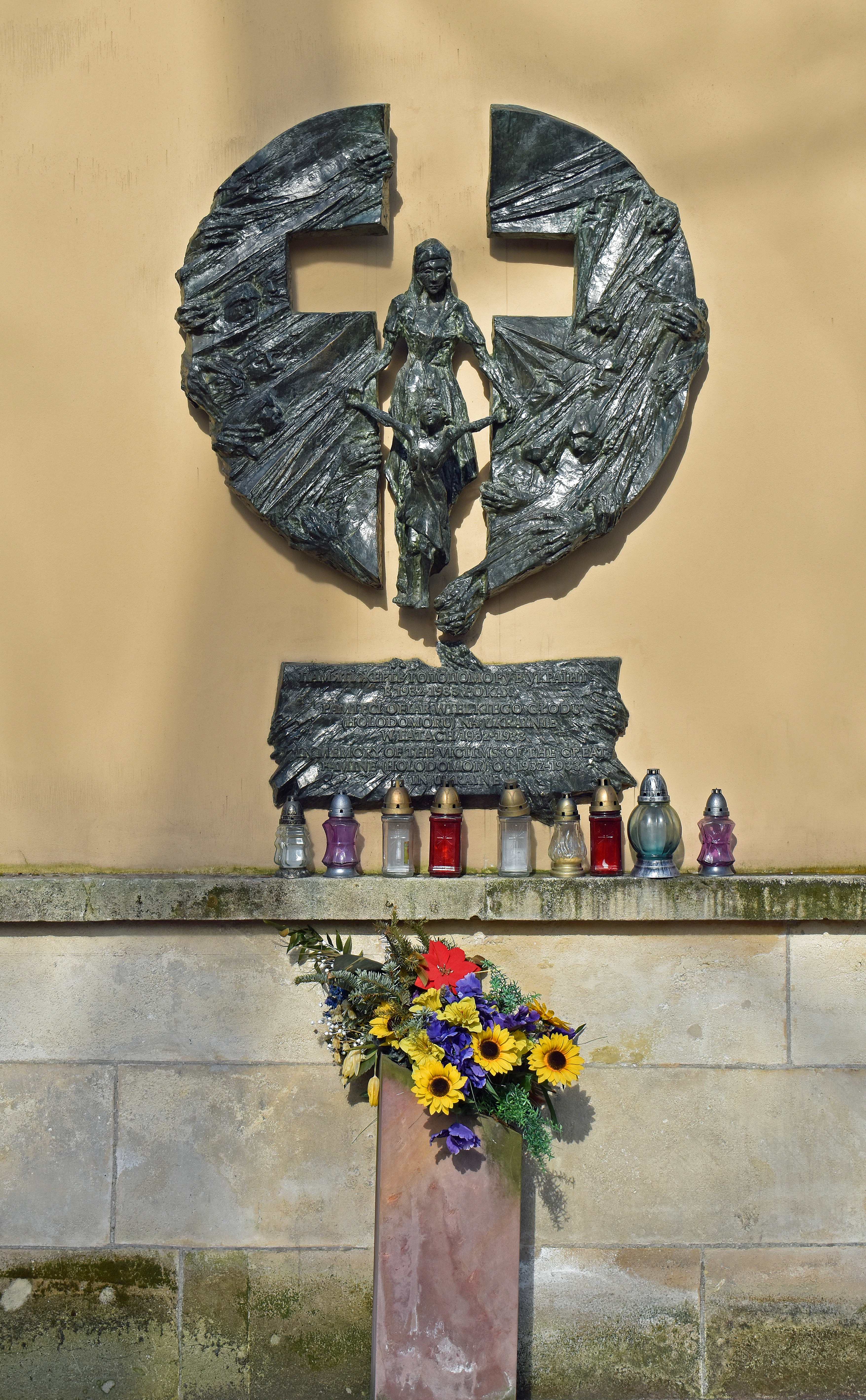
Пам’ятник жертвам  Голодомору в Україні у 1932–1933р.
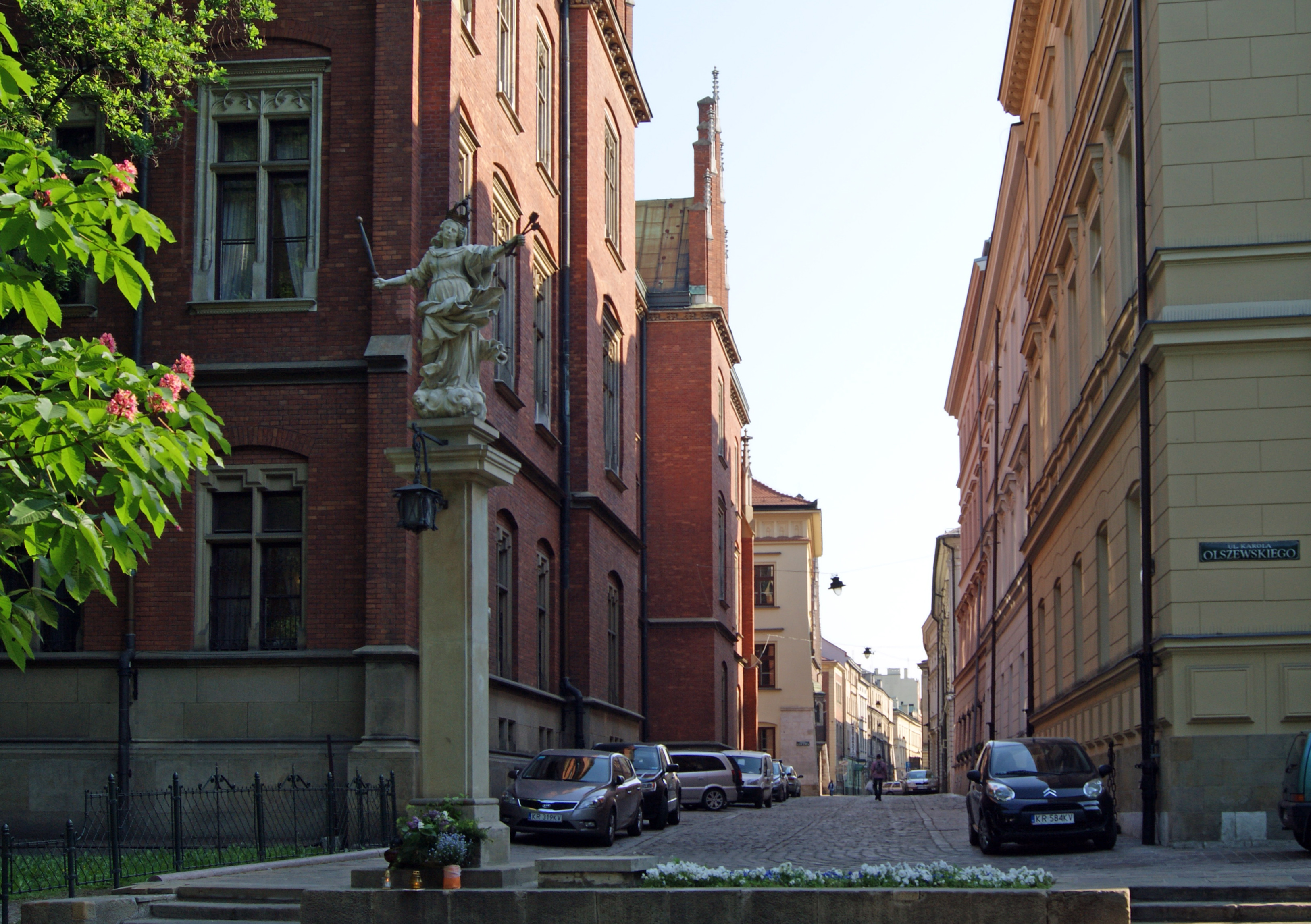
Фігура Богоматері у кінці вул. Ягелонської
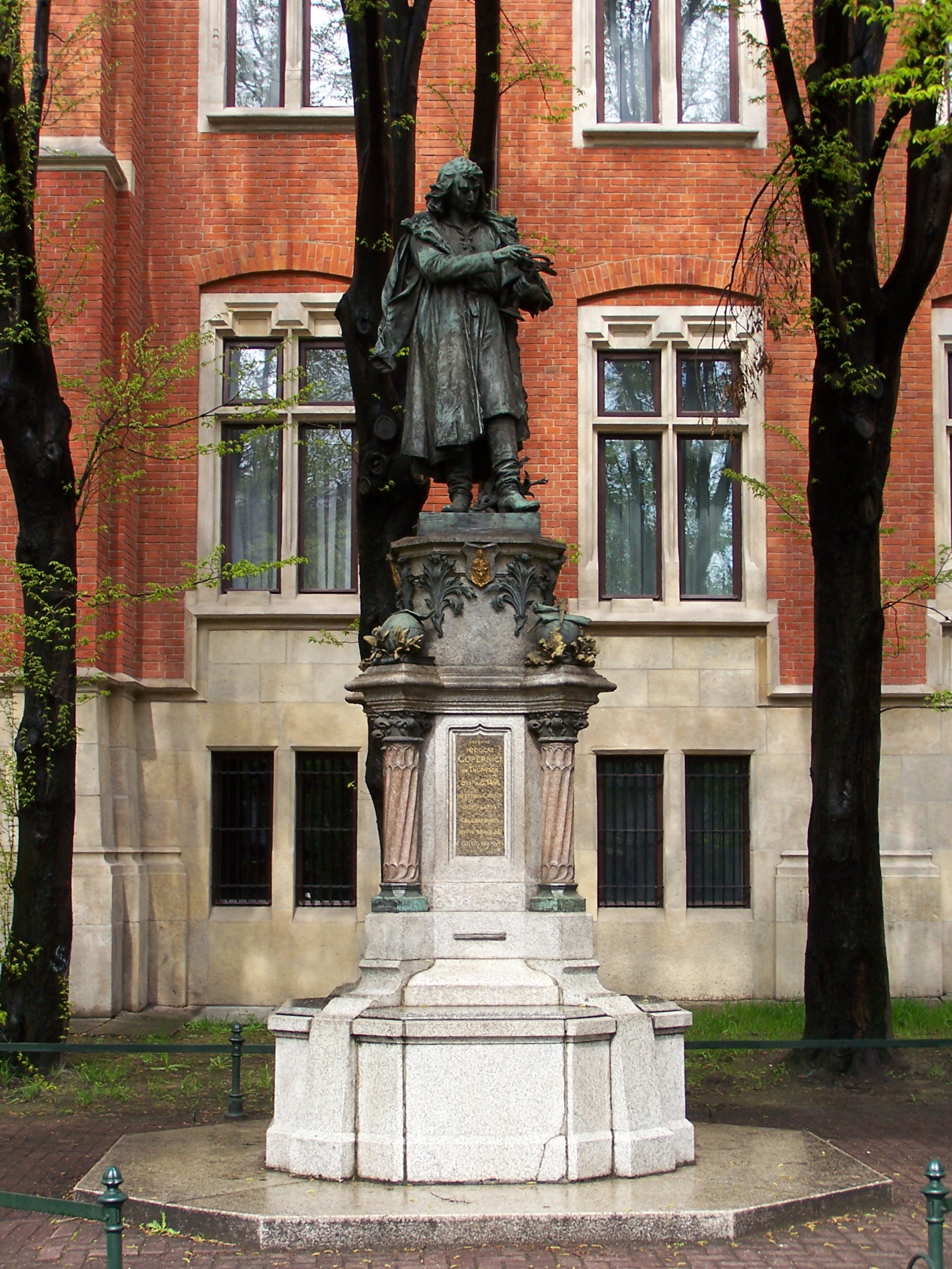
Пам’ятник Миколая Коперника
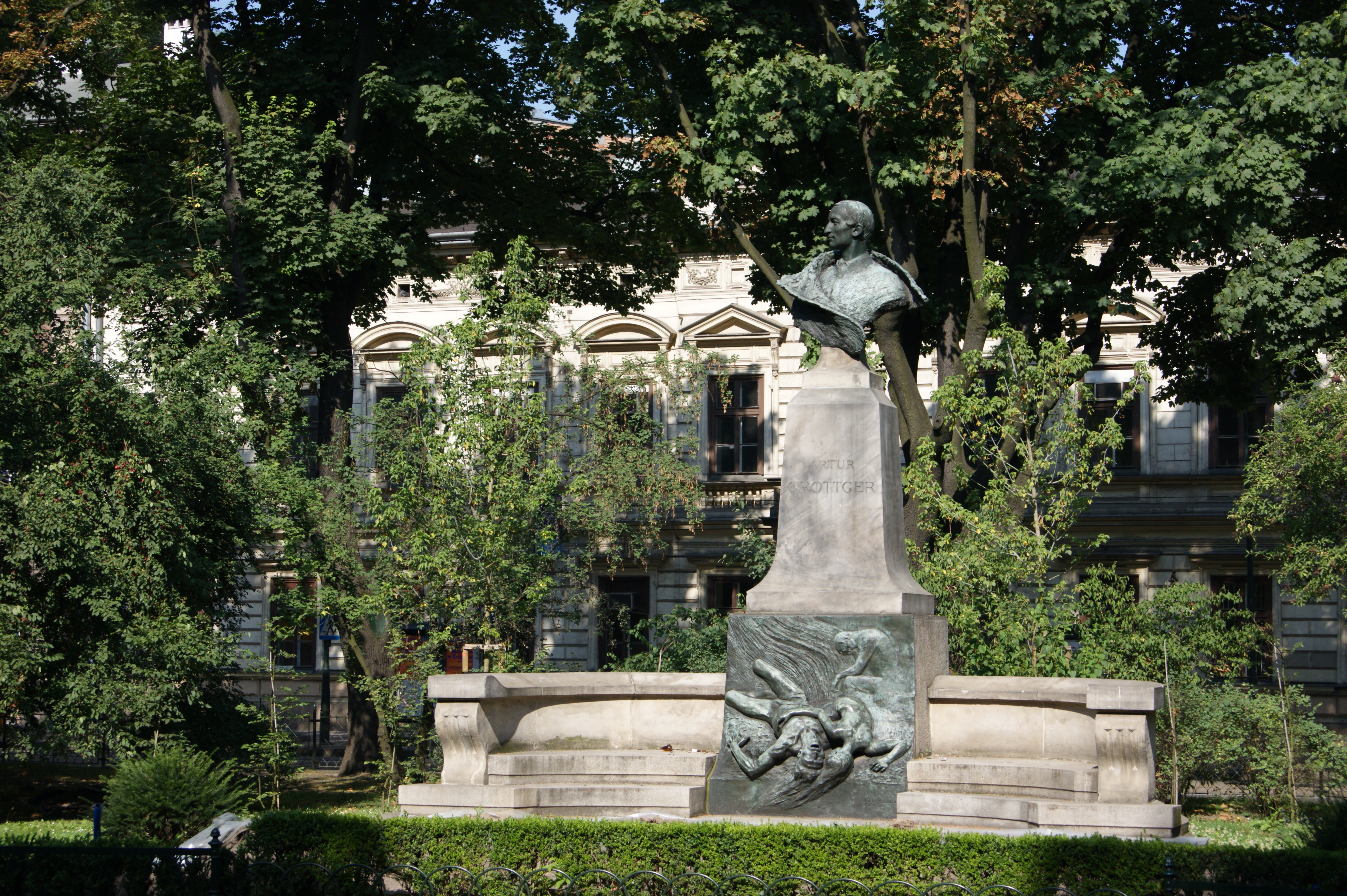
Пам’ятник Артура Ґроттґера
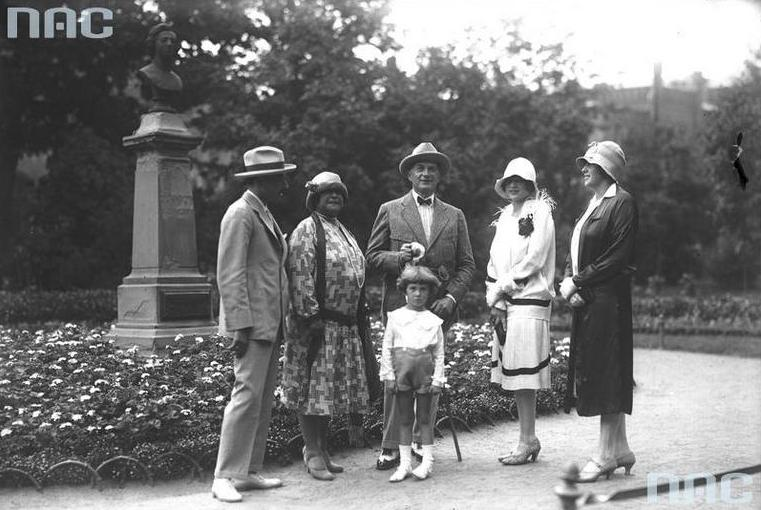
Пам’ятник Шопену 1927р.
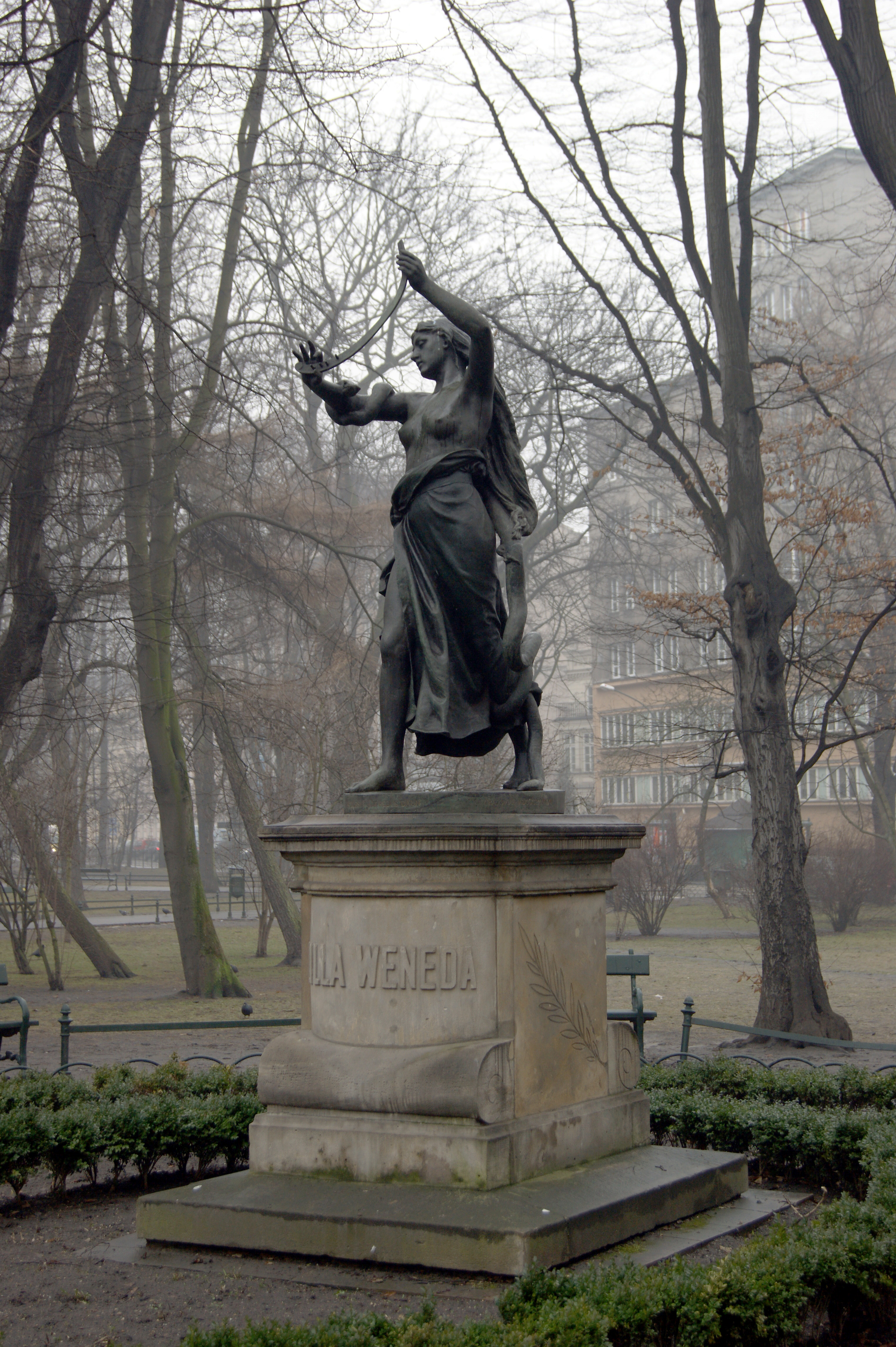
Скульптура на честь трагедії Юліуша Словацького "Лілла Венеда"
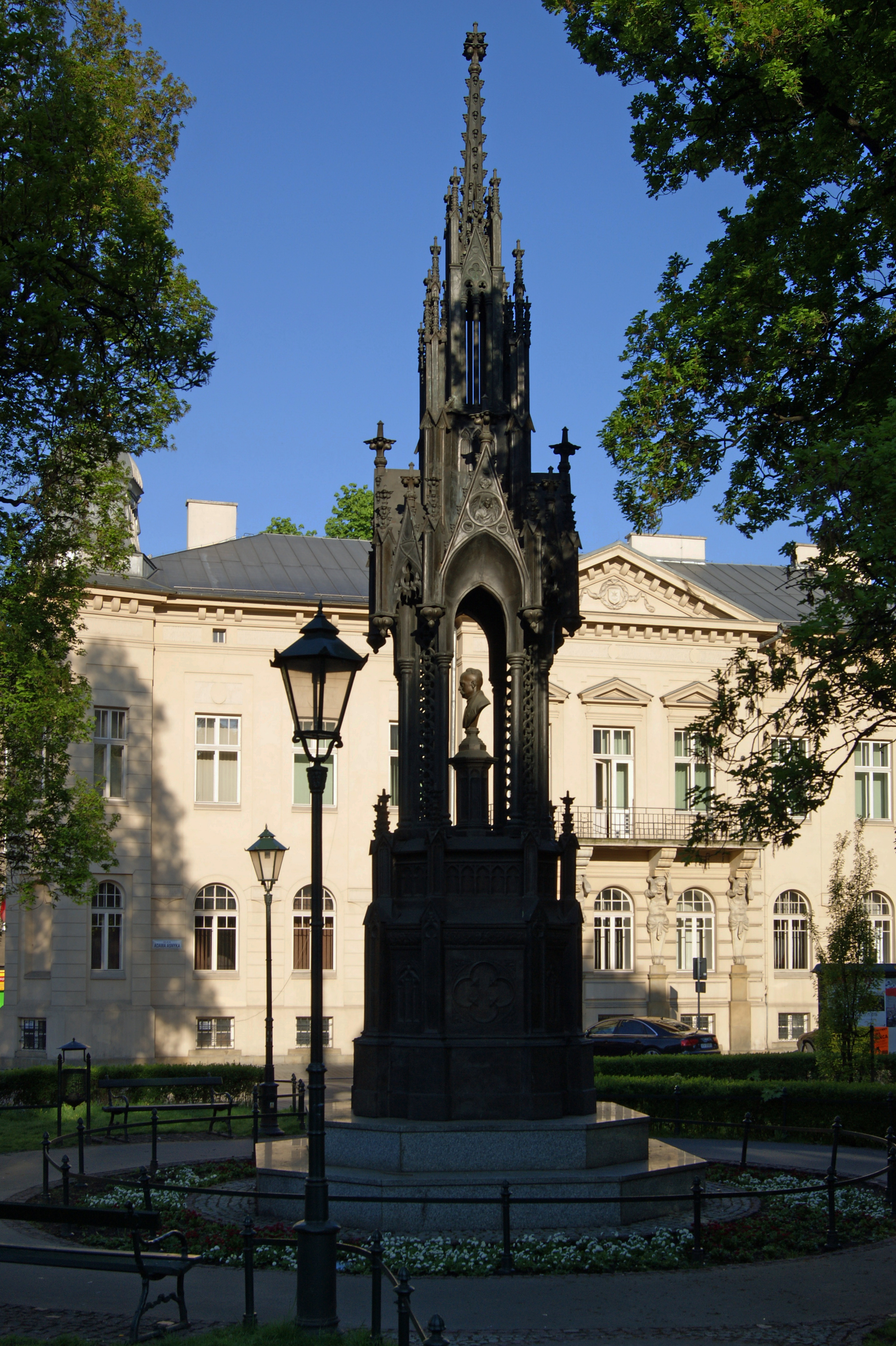
Пам’ятник Тадеушу Рейтану біля вул.Гарбарська
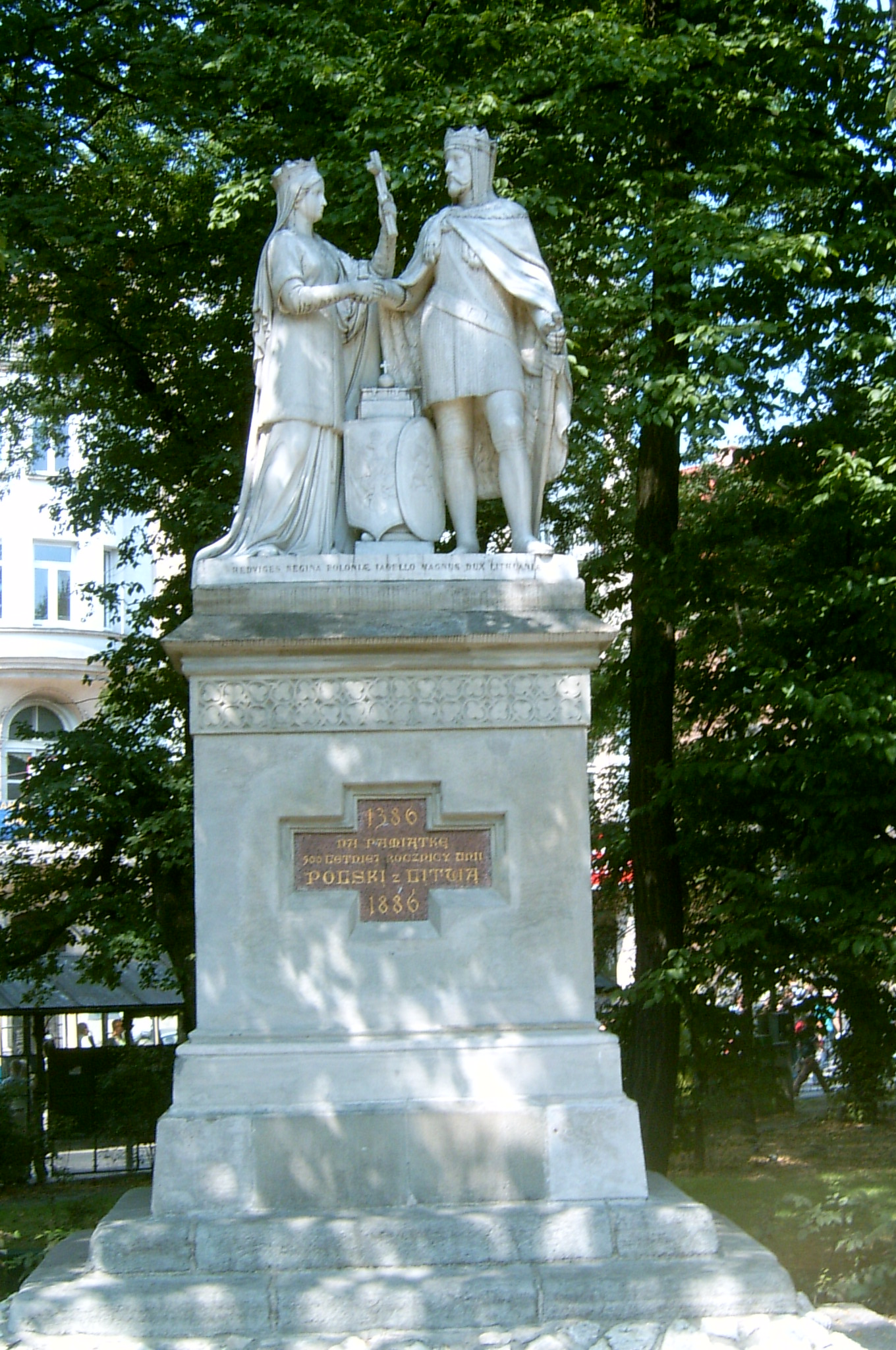
Пам’ятник Королева Ядвига i Владислав Ягайло
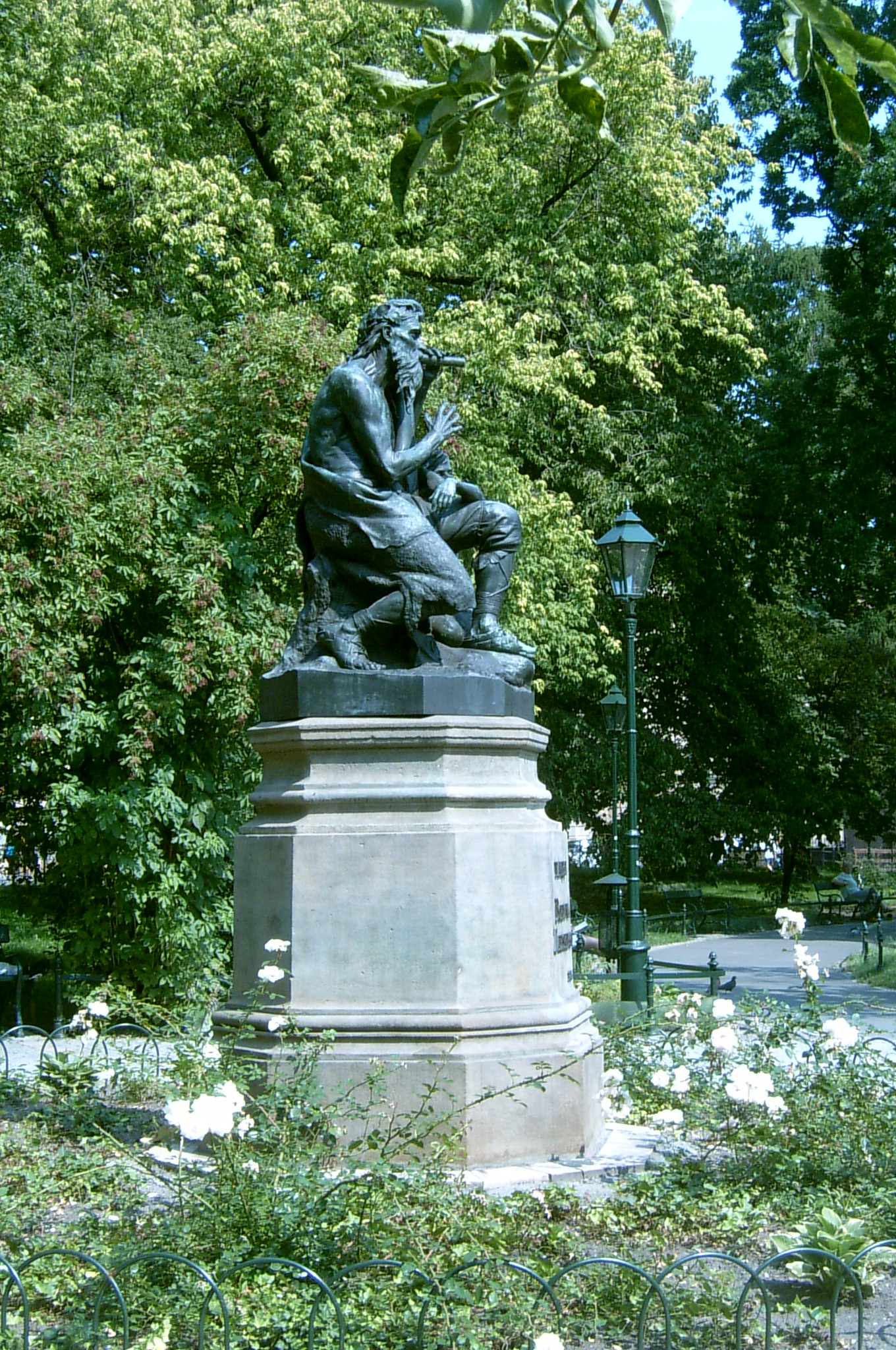
Пам'ятник Богдана Залевського
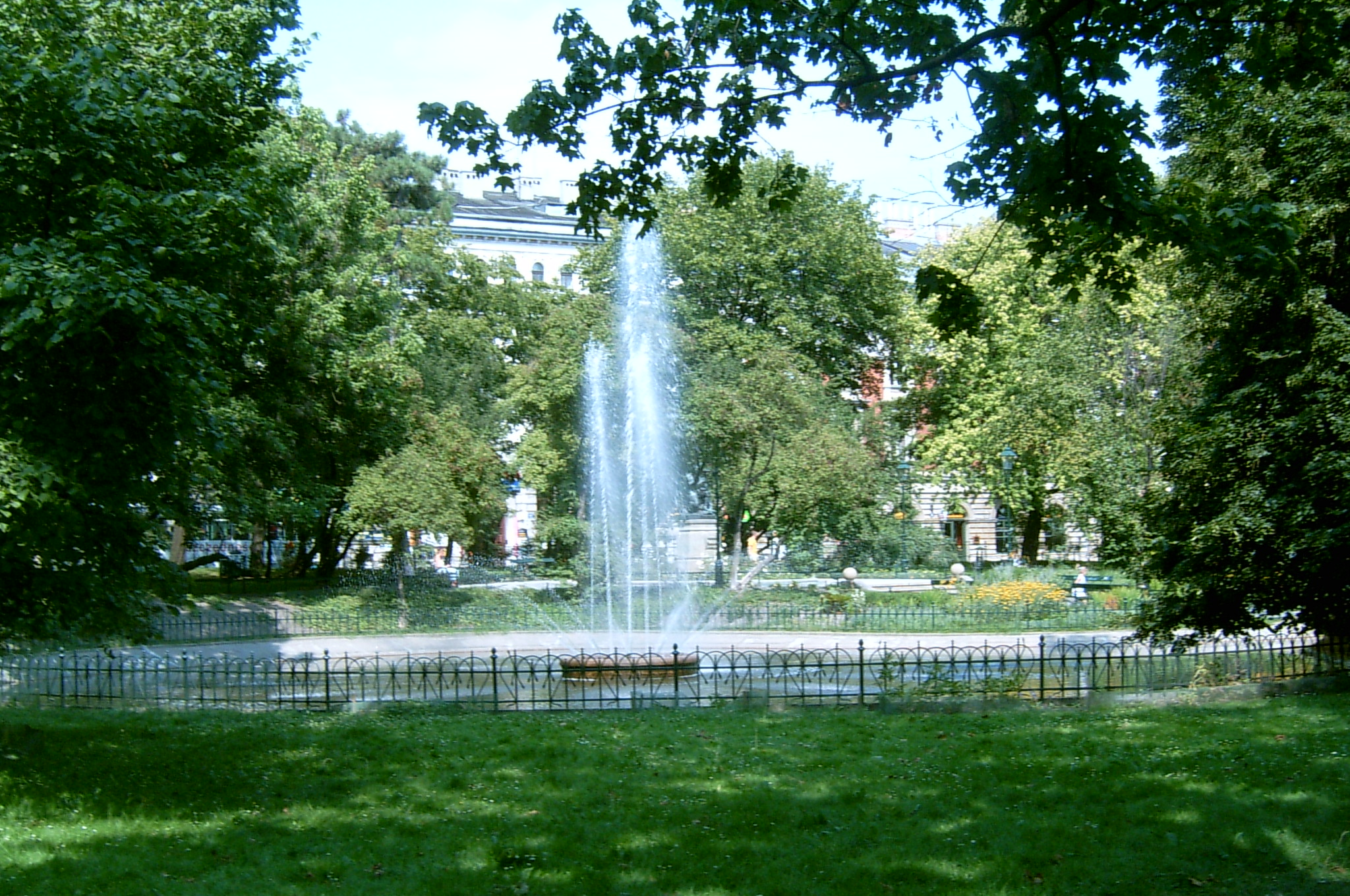
Фонтан поблизу вул. Баштова
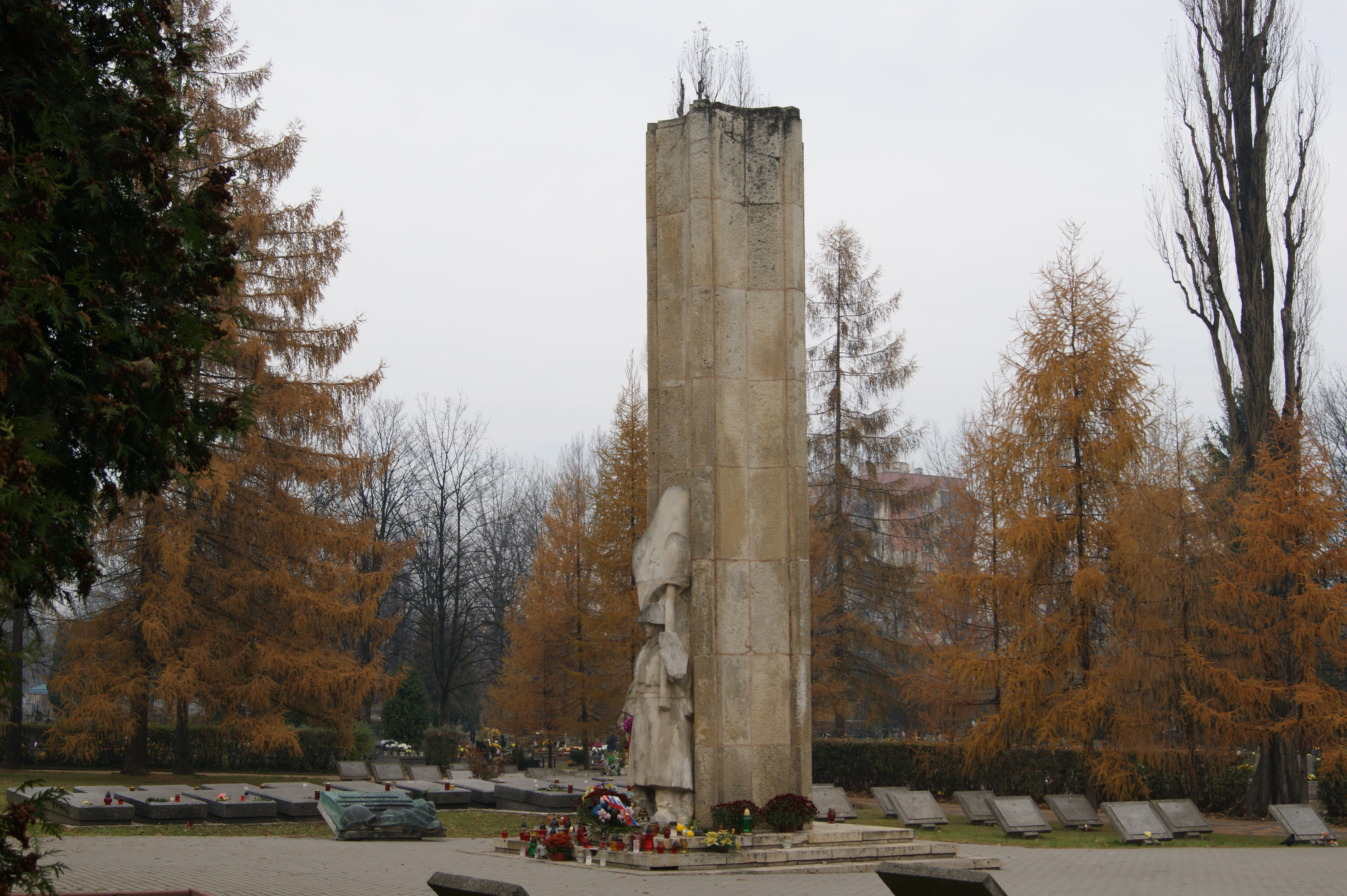
Пам'ятник радянським солдатам біля вул. Прандоти
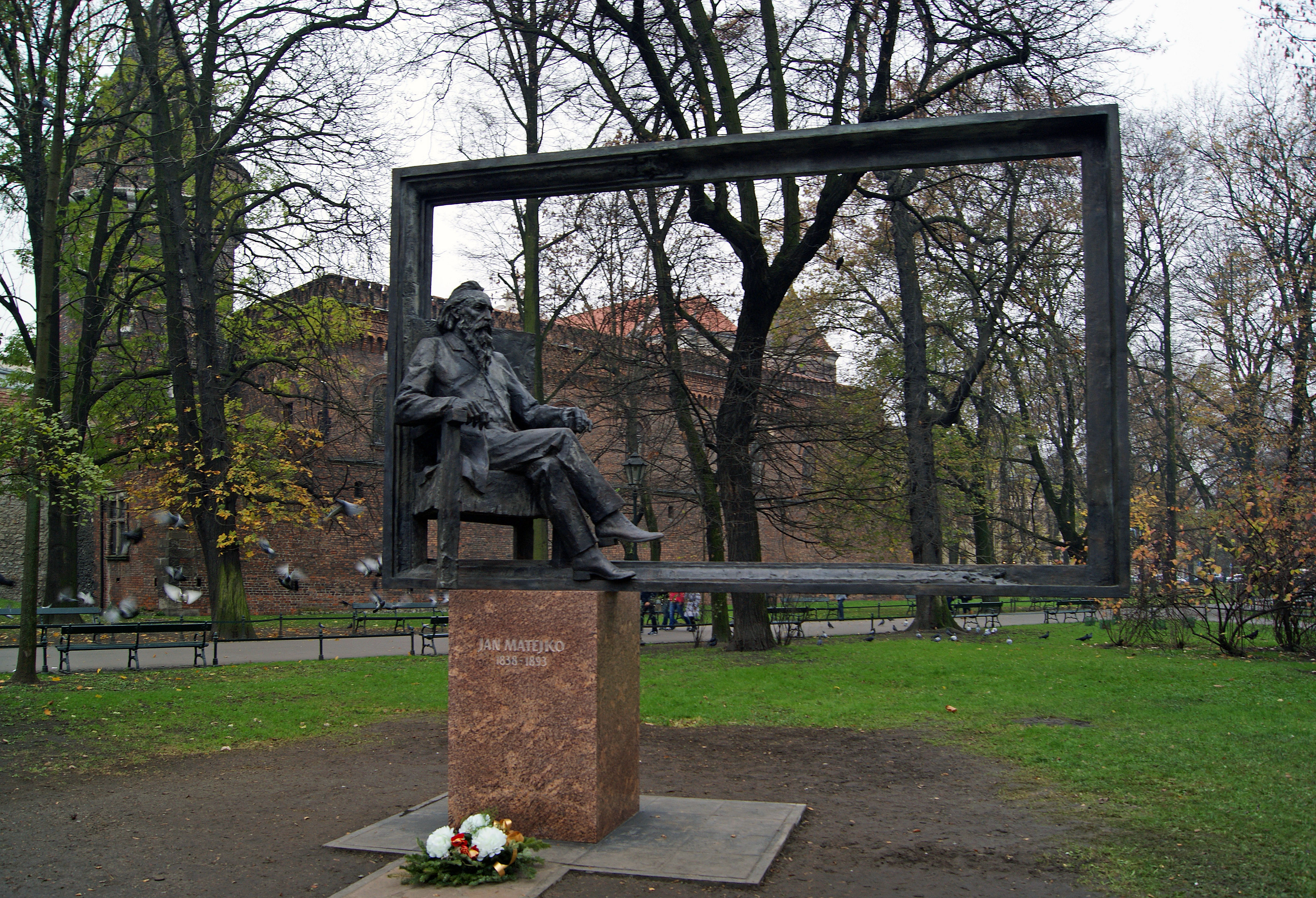
Пам'яник польському художнику Яну Матейку біля вул. Баштової
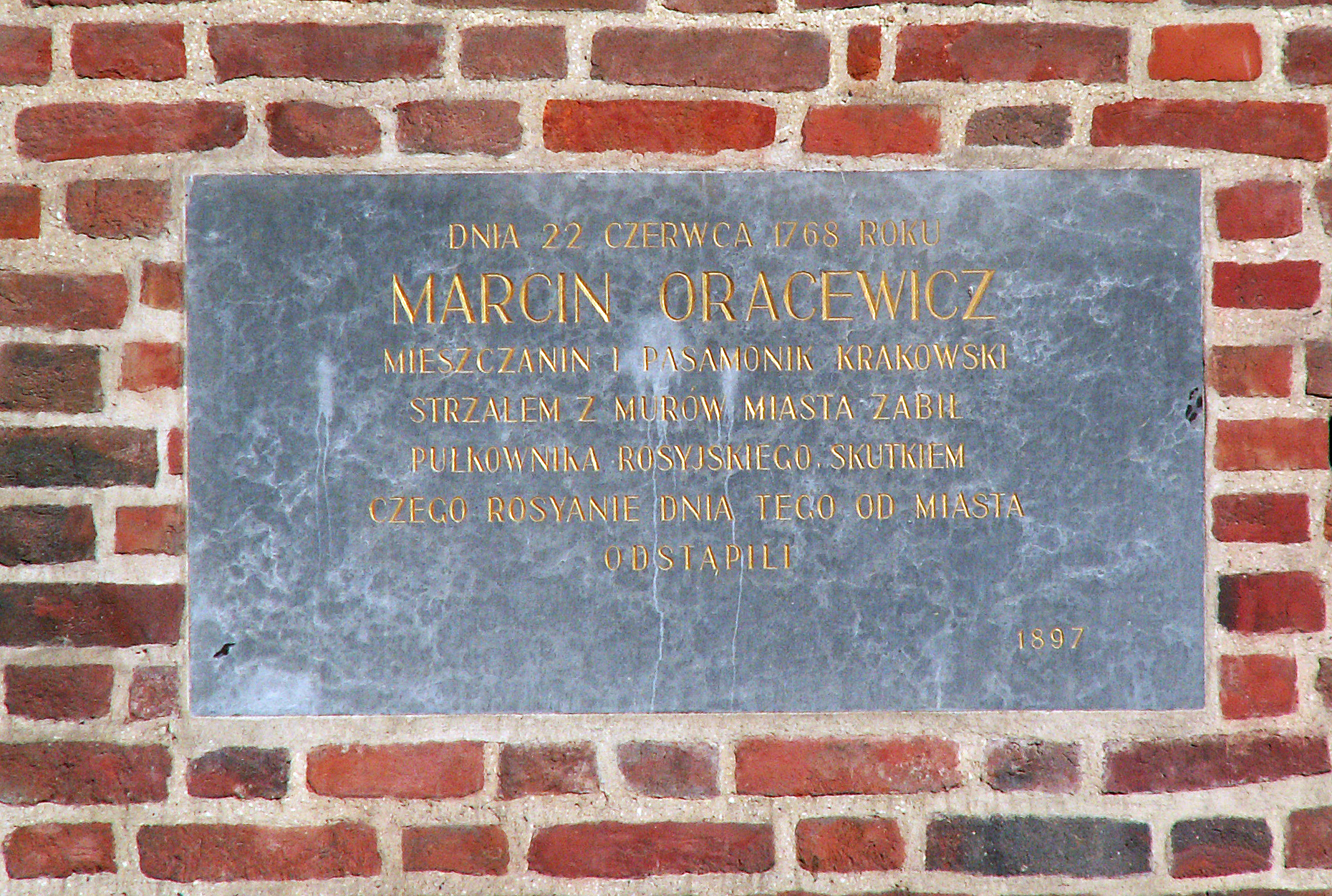
Пам’ятна дошка Marcina Oracewicza на Барбакані
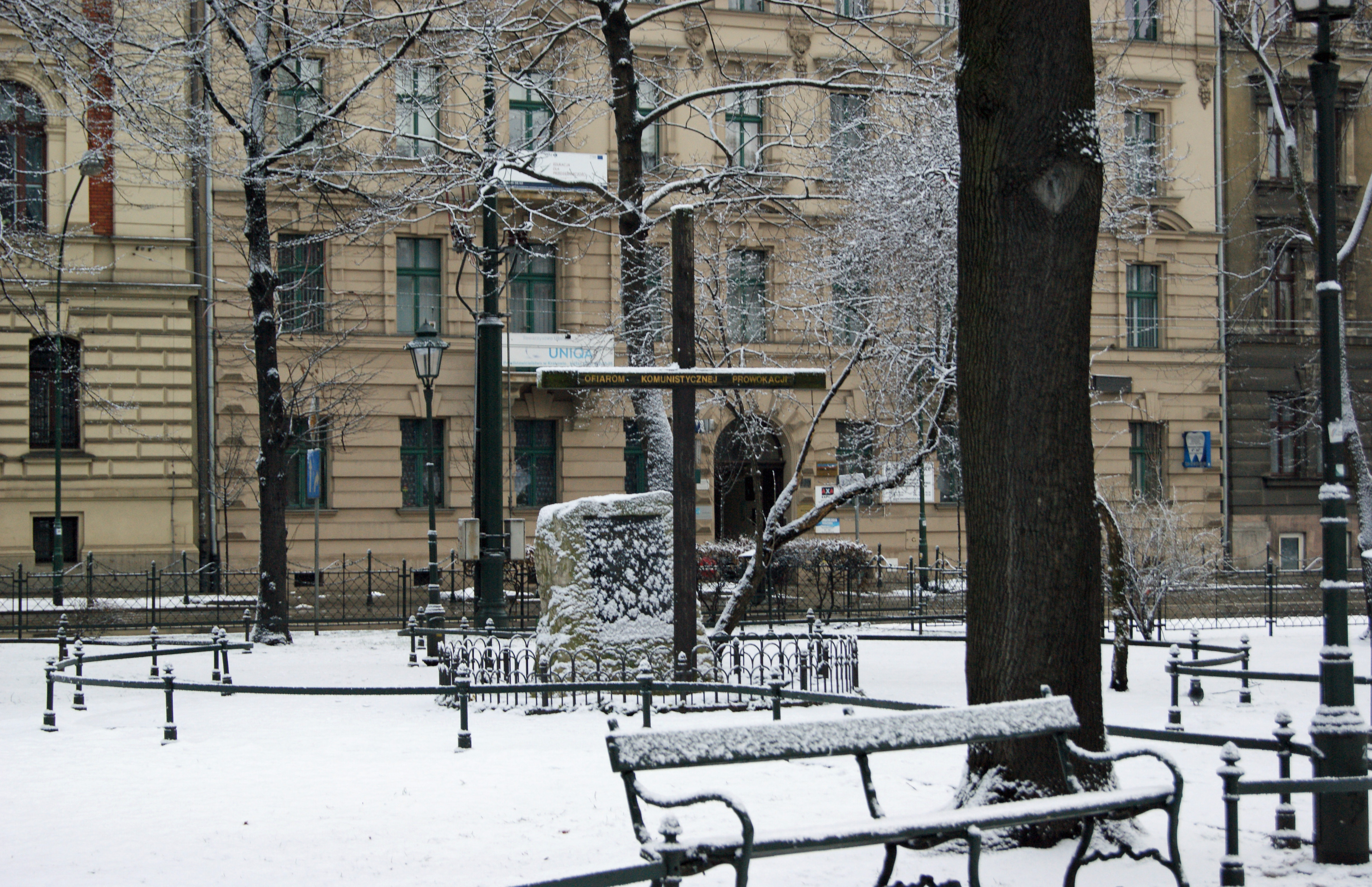
Монумент застреленим у 1936 році працівникам Семперіту
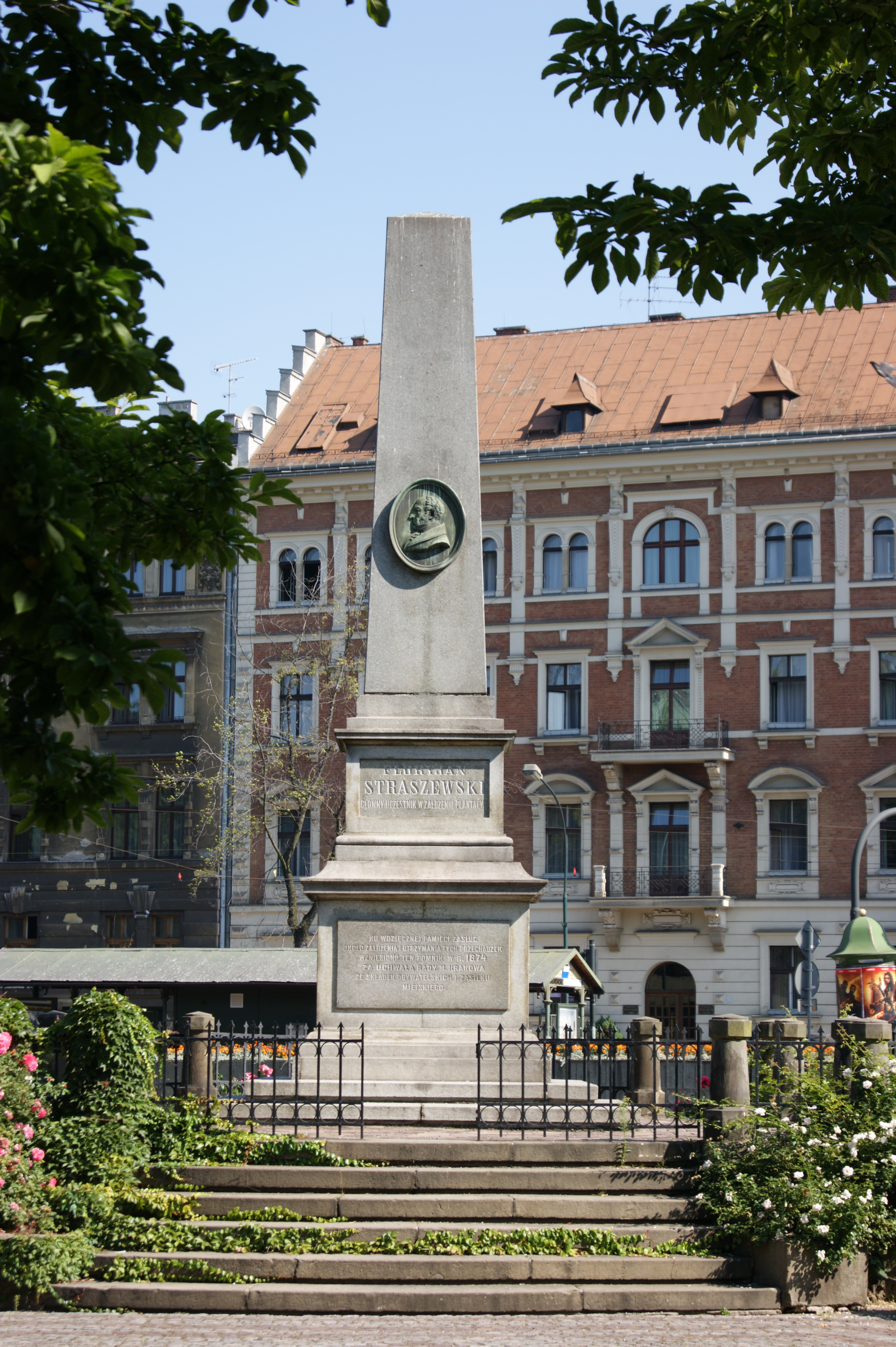
Пам’ятник Флоріана Стражевського
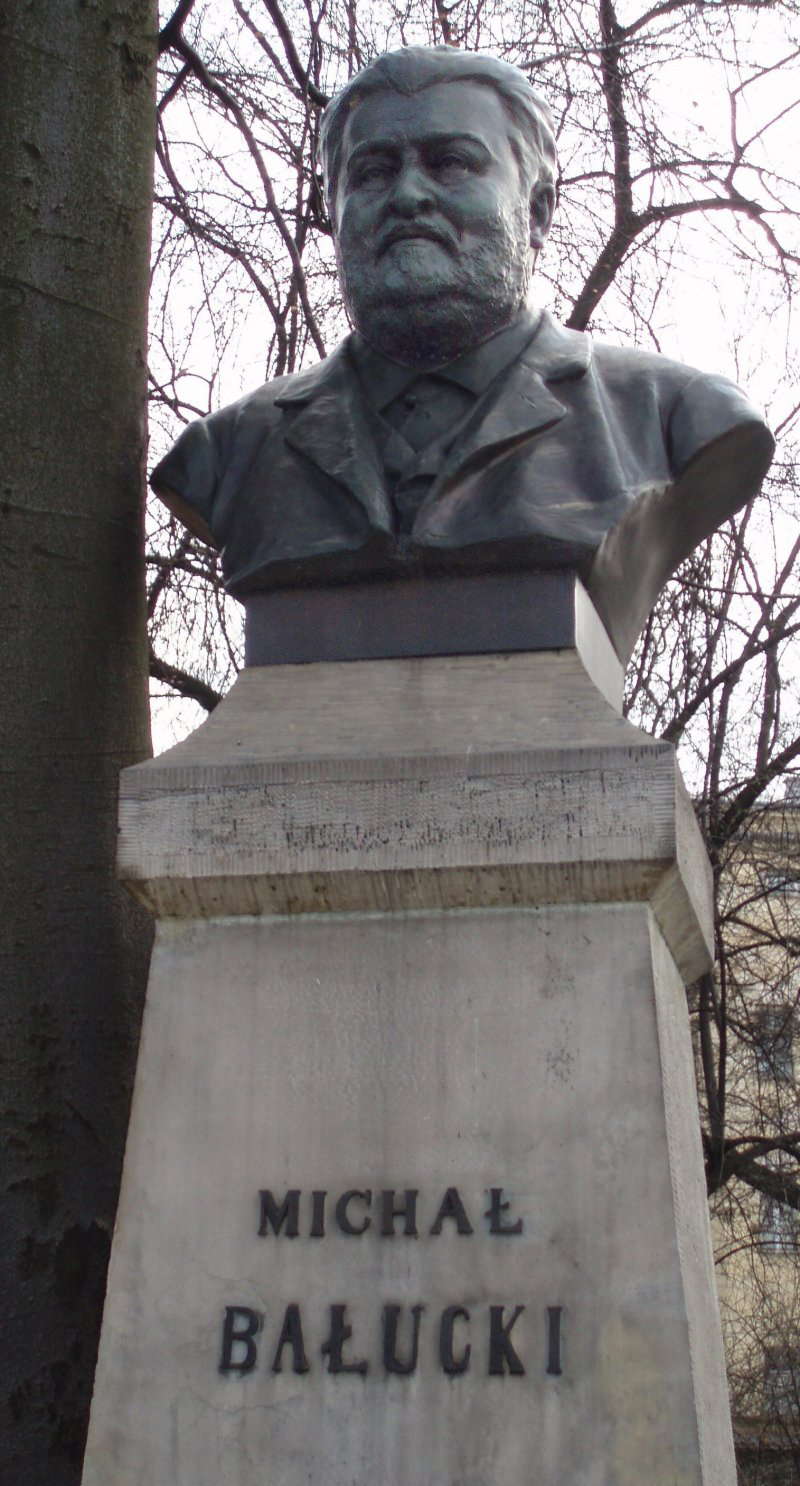
Пам’ятник Міхала Балуцького
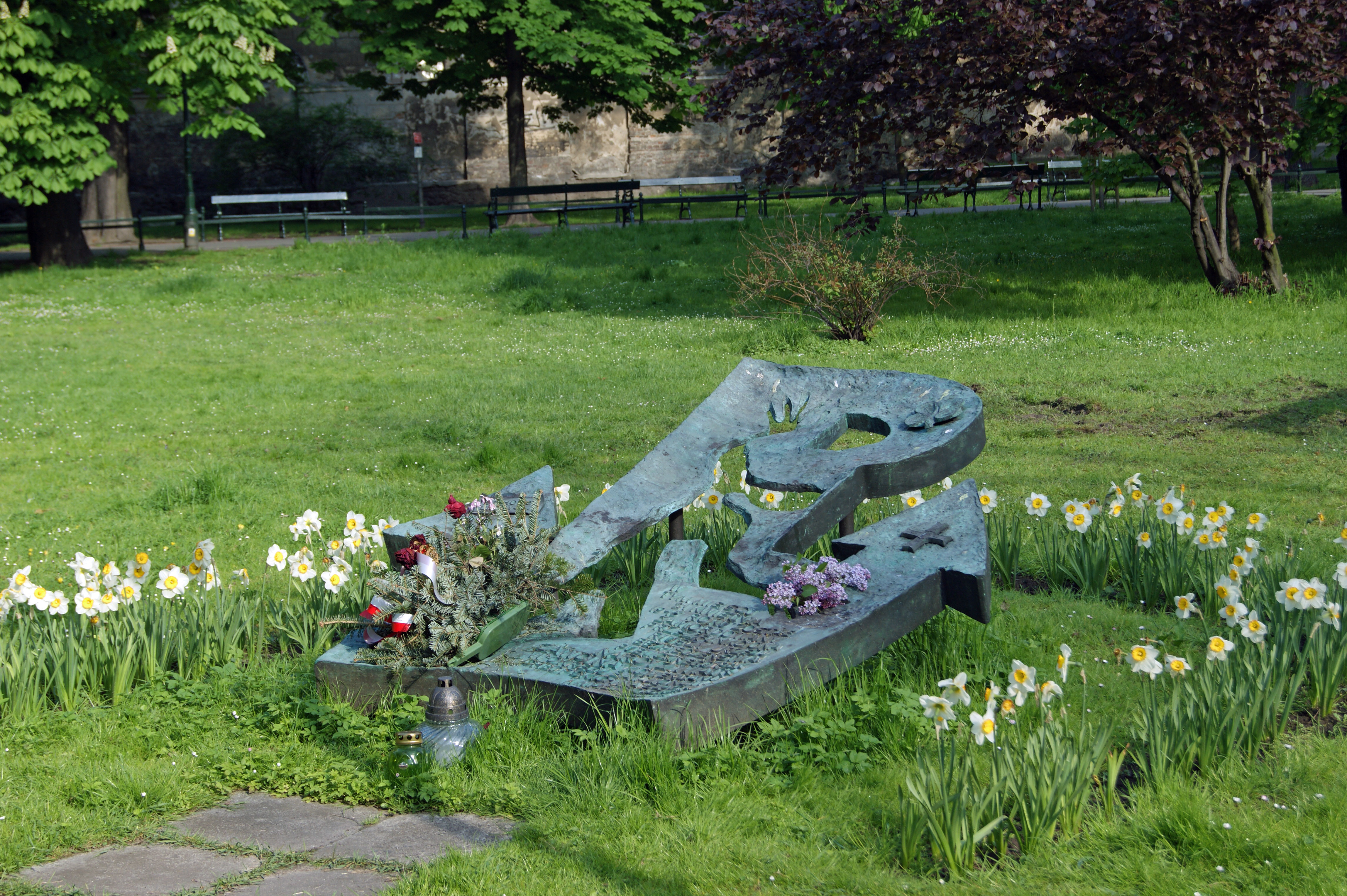
Меморіал полковника Нарциса Вятра
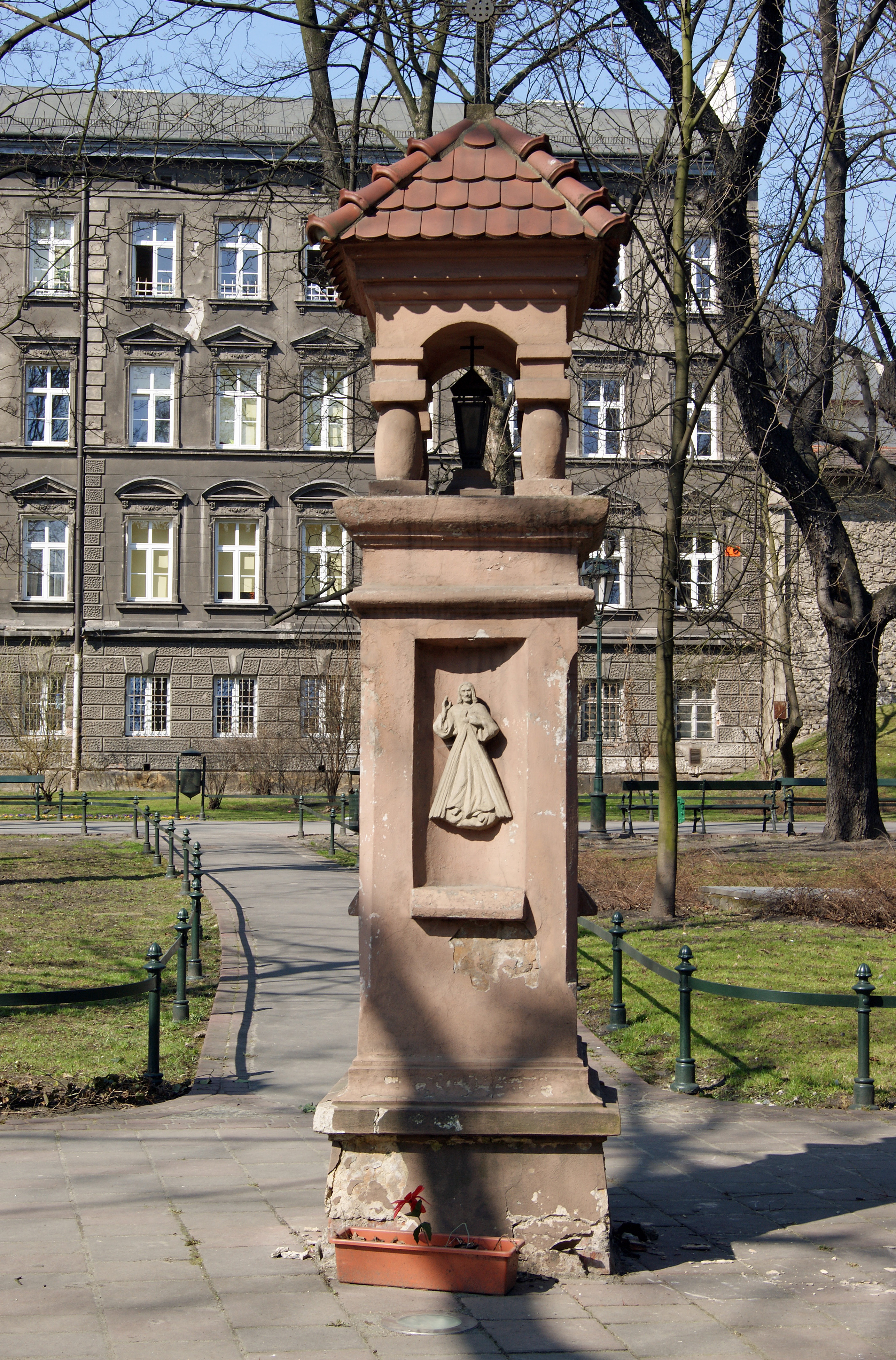
Ліхтар мертвих (каплиця святої Гертруди)